# Destribalización

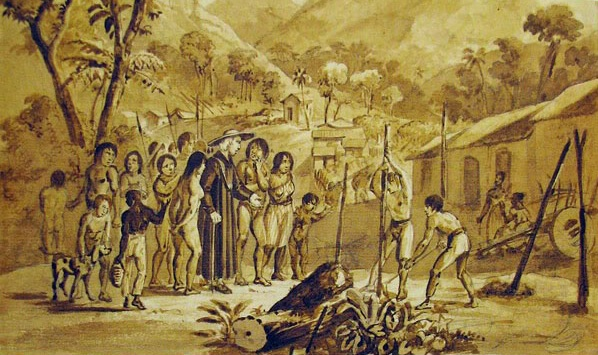
«Aldea de los Tapuyos» alrededor de1824. Imagen de una aldea de indígenas brasileños llamados tapuyos, que se han descrito como una población destribalizada.

La destribalización es el proceso mediante el cual las personas que pertenecen a una identidad o comunidad étnica indígena particular son separadas de esa identidad o comunidad a través de los esfuerzos deliberados de los colonizadores o los efectos más amplios del colonialismo.
La destribalización se ejecutaba de manera sistemática al apartar a los miembros de las comunidades fuera de la colonia para que pudieran ser «modernizados», occidentalizados y, en la mayoría de los casos, cristianizados para la prosperidad del estado colonial. Los relatos históricos ilustran varias tendencias en la destribalización, siendo la más prevalente el papel que desempeñaban los capitalistas coloniales occidentales en la explotación del trabajo, los recursos y el conocimiento de los pueblos indígenas; el papel que desempeñaban los misioneros cristianos y el sistema de misiones cristianas coloniales al imponer la membresía cristiana en lugar de las prácticas culturales y religiosas indígenas, con ejemplos registrados en América del Norte, América del Sur, África, Asia y Oceanía; y el condicionamiento sistémico de los pueblos indígenas para internalizar su supuesta inferioridad a través de métodos directos e indirectos.
En la cosmovisión colonial, la «civilización» se exhibía a través del desarrollo de asentamientos permanentes, infraestructura, líneas de comunicación, iglesias y un ambiente construido basado en la extracción de recursos naturales. Por lo general, la destribalización se explicaba como un esfuerzo para elevar a las personas desde lo que los colonizadores percibían como formas de vida inferiores e «incivilizadas» y se llevaba a cabo al separar a las personas indígenas de sus territorios tradicionales, prácticas culturales e identidades comunales. Esto solía resultar en una posición marginal dentro de la sociedad colonial y la explotación dentro de la industria capitalista.
El término desindianización se ha utilizado en la literatura académica como una variante de la destribalización, particularmente en trabajos sobre los contextos de Estados Unidos y América Latina. El término destribalización se utiliza de manera similar para referirse a este proceso de transformación colonial en subconjuntos de la población indígena histórica y contemporánea de las Américas. El antropólogo Guillermo Bonfil Batalla ha definido la desindianización como un proceso que ocurre «en el ámbito de la ideología» o la identidad, y se cumple cuando «las presiones de la sociedad dominante logran romper la identidad étnica de la comunidad indígena», incluso si «la forma de vida puede continuar de la misma manera que antes». La desindigenización también se ha utilizado como variante de la destribalización en la literatura académica. Por ejemplo, la académica Patrisia Gonzales ha argumentado cómo el «mestizaje» operaba como «la narrativa maestra» construida por los colonizadores «para desindigenizar a los pueblos» en toda América Latina.
Mientras que, según James F. Eder, la destribalización colonial inicial solía producirse como resultado de la «expropiación de tierras, la destrucción del hábitat, enfermedades epidémicas o incluso genocidio», los casos contemporáneos pueden no involucrar factores externos tan evidentes o «fácilmente identificables». En un marco postcolonial, «fuerzas menos visibles asociadas con las economías políticas de los estados nación modernos (incentivos de mercado, presiones culturales, nuevas ideologías religiosas) impregnan el tejido y el ethos de las sociedades tribales y motivan a sus miembros a pensar y comportarse de nuevas maneras».

## Uso del término
El diccionario Merriam-Webster define el «destribalizar» como «hacer que se pierda la identidad tribal»; Dictionary.com lo define como «hacer que se pierdan las lealtades y costumbres tribales, principalmente a través del contacto con otra cultura», Cambridge Dictionary como «hacer que los miembros de una tribu (un grupo social de personas con el mismo idioma, costumbres e historia, y a menudo un líder reconocido) dejen de seguir sus costumbres tradicionales o estructura social». La destribalización incorpora la palabra tribal, que ha sido reconocida como un término ofensivo y peyorativo cuando se usa en ciertos contextos. Por esta razón, la destribalización a veces se usa entre comillas cuando se refiere al proceso que se describe como una señal para el lector del subtexto potencialmente ofensivo del término.
Desde sus primeros usos hasta la literatura académica moderna, la destribalización se ha aplicado casi exclusivamente en contextos geográficos particulares, y por lo tanto racializados. Como demuestra la sección siguiente sobre historias regionales destribalizadas, aunque se puede encontrar discusión histórica e investigación académica sobre «destribalización» y «pueblos destribalizados» en los contextos africano, asiático, oceánico, norteamericano y sudamericano, especialmente cuando se refiere a las historias indígenas de cada una de estas regiones, es excepcionalmente raro encontrar instancias en las que el término se haya aplicado a europeos o en el contexto europeo. Una de las pocas instancias fue por el académico contemporáneo Ronen Zeidel en un estudio sobre los gitanos iraquíes en 2014, quien declaró que «mientras que los gitanos ingresaron a una Europa destribalizada con una organización social que era diferente, contribuyendo a su extrañamiento, eso no fue el caso en Irak. La sociedad iraquí nunca ha sido destribalizada».

### Uso incorrecto
En el siglo XX, surgieron críticas sobre el uso de la «destribalización» entre académicos, sobre todo en el contexto africano, que reconocieron su aplicación incorrecta como una consecuencia del racismo. El antropólogo sudafricano Meyer Fortes observó cómo el término se usaba comúnmente en el contexto sociológico europeo como un «sinónimo de palabras como “patológico”, “desintegrado”, “desmoralizado”, en un sentido peyorativo o despectivo». Isaac Schapera reconoció que el término se estaba aplicando incorrectamente por los europeos que asumían que la urbanización en la sociedad colonial implicaba destribalización: «No es correcto asumir que todas las personas que van a la Unión [de Sudáfrica] desde Bechuanaland tienden a “destribalizarse”». H. M. Robertson afirma que «el nativo urbano se clasifica como “destribalizado”, pero esto no es necesariamente el caso». Ellen Hellmann describió de manera similar en su trabajo sociológico «que “el proceso de destribalización se ha exagerado” entre la población africana urbana, aunque “el europeo promedio clasificaría sin dudar a estos nativos como destribalizados”». En su estudio sociológico, William Watson concluye que mientras «en condiciones urbanas, los africanos asimilan rápidamente el vestido, la cultura material y las formas de comportamiento externas europeas, esta asimilación no implica necesariamente destribalización. Por el contrario, muchos intentos de organizar a los trabajadores industriales africanos sobre una base común de interés económico han encontrado grandes dificultades debido a la solidaridad tribal africana y las hostilidades intertribales».
En Africa"s International Relations: The Diplomacy of Dependency and Change (1978), el académico keniano Ali A Mazrui proporciona una discusión matizada sobre la aplicación incorrecta de la destribalización, reconociendo cómo «a menudo había una suposición entre los analistas de la escena colonial africana de que el nacionalismo hacía sus reclutas entre los destribalizados». Dado que los líderes de los movimientos anticoloniales eran, en la mayoría de los casos, «occidentalizados o semioccidentalizados», eran clasificados como «destribalizados» por las autoridades coloniales europeas. Sin embargo, Mazrui señala que este uso de la destribalización no diferenciaba entre «el tribalismo como forma de vida y el tribalismo como lealtad a un grupo étnico», señalando que los analistas coloniales solo reconocían instancias de un «debilitamiento de la afiliación cultural, aunque no necesariamente de la lealtad étnica». En otras palabras, «una persona podría adoptar una forma de vida completamente occidental pero aún retener un gran amor y lealtad al grupo étnico del cual provenía». Como resultado, Mazrui propone el término «destradicionalizado», reconociendo que «la erosión de la tradición [no] significa necesariamente la disminución de la etnicidad».

## Historias regionales destribalizadas

### África

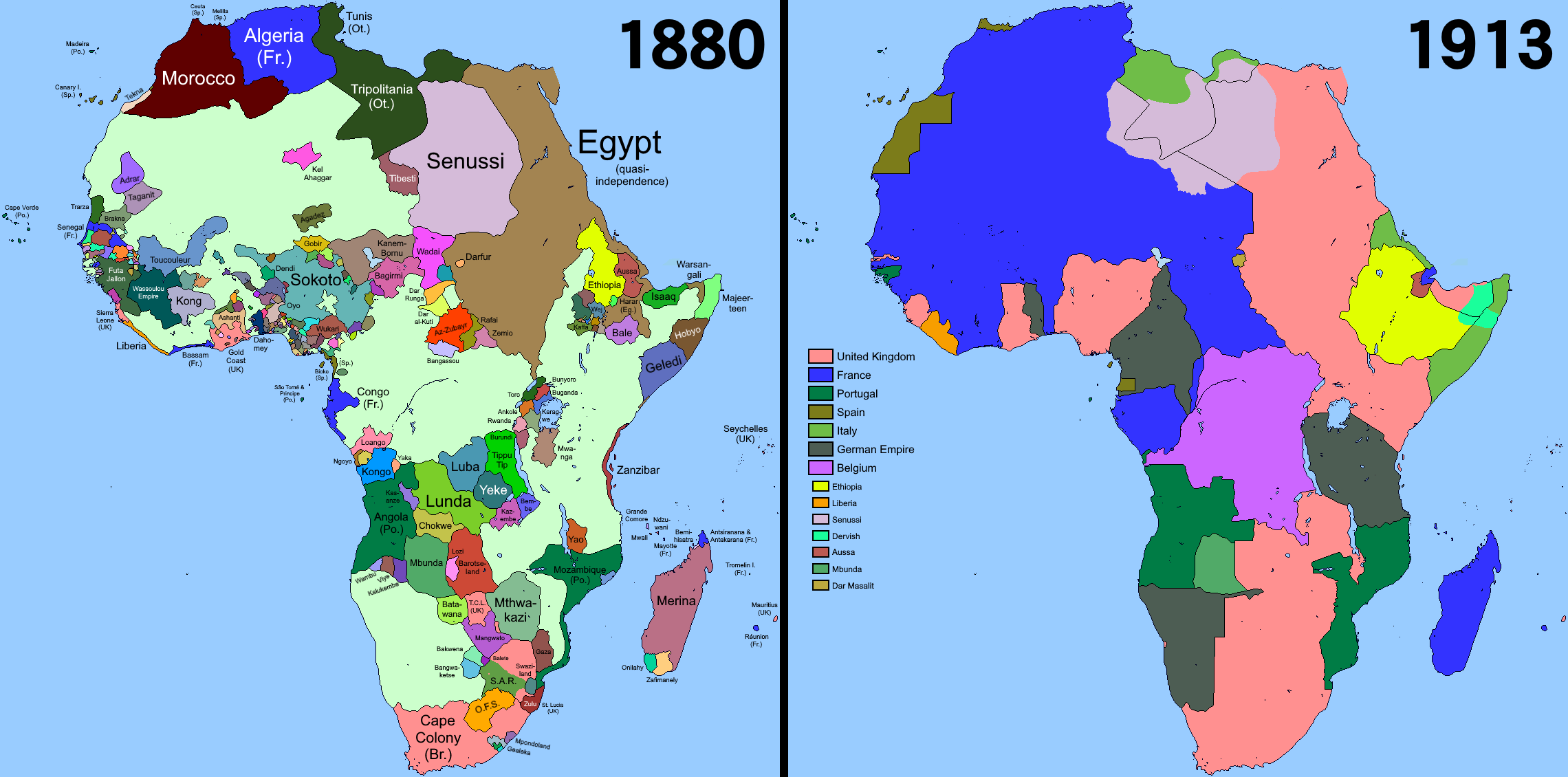
Comparación de África en los años 1880 y 1913.

De 1884 a 1885, las potencias europeas, junto con los Estados Unidos, se reunieron en la Conferencia de Berlín para resolver disputas coloniales en todo el continente africano y proteger los intereses económicos de sus imperios coloniales. La conferencia fue la principal ocasión para dividir lo que los europeos comúnmente llamaban «el continente oscuro» y surgió como resultado de reclamaciones territoriales conflictivas. Las diversas potencias coloniales europeas deseaban evitar conflictos en su Reparto de África, y como tal trazaron líneas claras sobre el continente. En 1898, el autor polaco-británico Joseph Conrad comentó en El corazón de las tinieblas sobre la forma en que los europeos usaban muestras de colores para denotar sus reclamaciones territoriales sobre África, una práctica común en el período:
Había una gran cantidad de rojo [Gran Bretaña] (siempre es bueno verlo porque uno sabe que se está haciendo trabajo real allí), un montón de azul [Francia], un poco de verde [Portugal], manchas de naranja y, en la costa este, un parche morado [Alemania], mostrando donde los alegres pioneros beben su alegre cerveza lager. Sin embargo, yo no iba a ninguno de estos lugares. Me dirigía hacia el amarillo [Bélgica]. Justo en el centro.
Un imperio tenía que demostrar una ocupación efectiva de la tierra que reclamaba para justificar sus derechos sobre ella. Bajo estas directrices, la académica Kitty Millet ha señalado que «efectiva» «connotaba granjas, jardines, carreteras, ferrocarriles, [e incluso un] servicio postal». Las únicas entidades que podían reclamar propiedad «sobre estos diversos espacios africanos... tenían que ser una de las potencias en la conferencia. Los grupos locales o indígenas no eran imaginables como poderes políticos ni visibles como pares o sujetos de los soberanos europeos». No solo los pueblos indígenas no estaban representados físicamente en la Conferencia de Berlín, sino que también estaban ausentes «de la conceptualización del territorio por parte de las potencias europeas. No estaban “en el mapa”». En cambio, los europeos percibían a los pueblos indígenas como propiedad de la tierra, viviendo en un estado de naturaleza inferior. Antes de ser conscientes de su propia «blancura», Millet señala que los europeos eran primero «conscientes de la superioridad de su “progreso” desarrollista... Los “salvajes” tenían chozas temporales; deambulaban por el campo. Eran incapaces de utilizar la naturaleza adecuadamente. El color de su piel los condenaba».
Debido a que las naciones indígenas eran consideradas «incivilizadas», las potencias europeas declararon la soberanía territorial de África como abiertamente disponible, lo que inició el Reparto de África a finales del siglo XIX. Con el continente africano conceptualizado efectivamente como territorio «sin dueño», los europeos se posicionaron a sí mismos como sus redentores y legítimos gobernantes coloniales. En la mentalidad colonial europea, los africanos eran inferiores e incapaces de ser «civilizados» porque no habían logrado gestionar o explotar adecuadamente los recursos naturales disponibles para ellos. Como resultado, se consideraban obstáculos para la inversión capitalista, la extracción y producción de recursos naturales en la construcción de un nuevo imperio colonial y un entorno construido. La inmensa diversidad de los pueblos indígenas de África fue aplanada por esta percepción colonial, que los etiquetaba en cambio como una «horda nómada inrrepresentable de aprensiones que recorrían los territorios europeos».
Las autoridades coloniales europeas, que vigilaban y controlaban la mayoría del territorio en África a principios del siglo XX (con la excepción de Etiopía y Liberia), eran notablemente ambivalentes hacia la «modernización» del pueblo africano. Donald Cameron, gobernador de la colonia de Tanganica y, posteriormente, de Nigeria, dijo en 1925: «Es nuestro deber hacer todo lo que esté a nuestro alcance para desarrollar al nativo en líneas que no lo occidentalicen y lo conviertan en una mala imitación de un europeo». En cambio, Cameron argumentó que «la tarea de la “administración nativa” era convertirlo en un “buen africano”». Mientras que los franceses profesaban abiertamente que su participación en África era una «misión civilizadora», el académico Peter A. Blitstein señala que en la práctica rechazaban la «asimilación de los africanos a la cultura francesa», los excluían «de la ciudadanía francesa» y enfatizaban «cuán diferentes eran los africanos de los franceses y cuán importante era mantener las dos razas separadas». Mahmood Mamdani ha sostenido que más que una «misión civilizadora», como solían afirmar las potencias europeas que era la razón de la colonización, la política colonial buscaba «estabilizar la dominación racial “fundándola en un sistema de pluralismo étnico políticamente impuesto”».
En el siglo XX, las autoridades coloniales en África trabajaron intencional y activamente para prevenir el surgimiento de movimientos nacionalistas y de clase trabajadora que pudieran amenazar su autoridad y dominio colonial. Buscaban prevenir la «destribalización», que los europeos interpretaban como ocurriendo a través de la urbanización, la educación liberal y la proletarización del pueblo africano, independientemente de si estaban o no desvinculados de su identidad étnica o comunidad. Las potencias europeas adoptaron una política de gobierno indirecto, que (1) se basaba en el uso de líderes africanos «tradicionales» para mantener el orden, lo que también entendían los europeos, según el historiador Leroy Vail, como «notablemente menos costoso que el empleo de costosos funcionarios europeos», y (2) se basaba en la creencia de que «los africanos eran naturalmente personas “tribales”». Como resultado, «la destribalización era el fantasma que acechaba al sistema» de gobierno indirecto al amenazar con socavar la hegemonía capitalista colonial en África. Las perspectivas europeas sobre los africanos estaban profundamente impregnadas de racismo, lo que, según John E. Flint, «servía para justificar el poder europeo sobre el “nativo” y para evitar que los africanos educados en Occidente contaminaran al resto». Además, Alice Conklin ha encontrado que, en el período posterior a la Primera Guerra Mundial, algunos funcionarios en el África Occidental Francesa pueden haber «descubierto en la África “primitiva” un mundo premoderno y patriarcal idealizado que les recordaba al que habían perdido en Verdún», una posición paternalista que, no obstante, puede haber servido como una justificación para los temores sobre la destribalización y las «consecuencias de la modernidad».
Bajo el gobierno indirecto, no se adoptaron la educación primaria y secundaria universales en las colonias europeas en África para evitar la creación de una clase de «nativos “pseudo-europeizados” desempleables y políticamente peligrosos». En su lugar, se adoptó un currículo que dirigía a los africanos hacia el cumplimiento de roles subordinados que los europeos percibían como «destinados» a desempeñar, comúnmente como miembros del campesinado colonial y trabajadores explotados. Los temores europeos sobre la destribalización también se demostraron a través de sus actitudes hacia la noción de trabajo asalariado africano y proletarización. Por esta razón, el trabajo asalariado africano solo se consideraba necesario cuando ayudaba al avance o progreso del estado capitalista colonial, como en la industria minera colonial africana. Según Peter A. Blitstein, ninguna potencia colonial europea «fue capaz de ver a los trabajadores asalariados como algo más que “destribalizados” y, por lo tanto, peligrosos». Como resultado, el modelo ideal para la sociedad colonial africana era uno en el que los pequeños productores pudieran proporcionar trabajo migrante temporal según fuera necesario, ya que «reconocer a los africanos como trabajadores los equipararía a los europeos y, quizás, requeriría los tipos de provisiones del estado de bienestar que los trabajadores europeos comenzaban a disfrutar: afiliación a sindicatos, seguro, un salario familiar».
Durante la Segunda Guerra Mundial, un estudio elaborado por cuatro funcionarios coloniales y encargado por el Ministerio de las Colonias del gobierno de Vichy en Francia en 1944, titulado Condición de los nativos destribalizados, pidió «la expulsión sistemática e inmediata de cualquier nativo que ingresara ilegalmente a la Francia metropolitana». El historiador Eric T. Jennings ha comentado cómo esta política «ciertamente no era nueva» y había sido informada por «un grupo de pensadores reduccionistas desde Gustave Le Bon hasta Edouard Drumont o Alexis Carrel», al tiempo que presagiaba inquietantemente los argumentos que utilizaría la extrema derecha moderna francesa. Jean Paillard, un influyente teórico colonial en la Francia de Vichy, temía la «dominación nativa» en la que «los colonizadores eventualmente quedarían bajo la dominación de los colonizados». De manera similar, los autores del estudio sostenían que «el nativo destribalizado se convierte en una criatura inmoral tan pronto como llega a la ciudad», reiterando los puntos de vista coloniales europeos en el siglo XX al enfatizar que la «destribalización» debe evitarse por encima de todas las medidas. Sin embargo, cuando la destribalización se vuelve «inevitable», debe «acompañarse de un régimen estricto» de control. Según el estudio, cuando se «deja a su suerte», las personas «destribalizadas» se convierten en fracasos borrachos en la sociedad europea debido a su inferioridad innata. Jennings sostiene que este estudio intentó inventar un esfuerzo de «retribalización» para la persona «destribalizada» y se basaba en los «miedos apocalípticos de un mundo dominado por “nativos” desenfrenados y depravados, desarraigados de sus “entornos naturales”». Este estudio reflejaba gran parte de la percepción teórica europea sobre los pueblos destribalizados de la época, como se ejemplifica aún más en Uprooted (1941) de Maurice Barrès.
Después del final de la Segunda Guerra Mundial, la política colonial comenzó a cambiar de prevenir la «destribalización» a promover más ampliamente dispositivos para el desarrollo económico y cultural en las sociedades coloniales africanas. En el caso de los gobiernos coloniales europeos, comenzaron a promover el autogobierno como un medio para obtener la independencia. Los imperios coloniales europeos en África optaron cada vez más por la nacionalización en lugar de las políticas anteriores de gobierno indirecto y trabajo forzado, contratado o temporal. Sin embargo, según el historiador Peter A. Blitstein, los objetivos finales de las potencias coloniales europeas para occidentalizar a los africanos colonizados y «destribalizados» seguían siendo inciertos a mediados del siglo XX, ya que los colonizadores luchaban por articular cómo los africanos podrían alinearse con sus visiones de «modernidad».
En toda África post-independencia, surgieron dos tipos diferentes de estados africanos, según el académico Mahmood Mamdani, a los que denomina «los estados africanos conservadores y radicales». Mientras que el estado africano conservador adoptó una forma descentralizada de autoridad despótica que «tendía a cerrar la brecha urbano-rural a través de un clientelismo cuyo efecto era exacerbar las divisiones étnicas», el estado africano radical adoptó una forma centralizada de autoridad despótica que contribuyó a la destribalización al reforzar el control sobre las autoridades locales. Mamdani teoriza que «si la división en dos frentes que el estado colonial impuso a los colonizados –entre la ciudad y el campo, y entre etnias– fue su doble legado en la independencia, cada una de las dos versiones del estado poscolonial tendía a suavizar una parte del legado mientras exacerbaba la otra».

#### África del sur

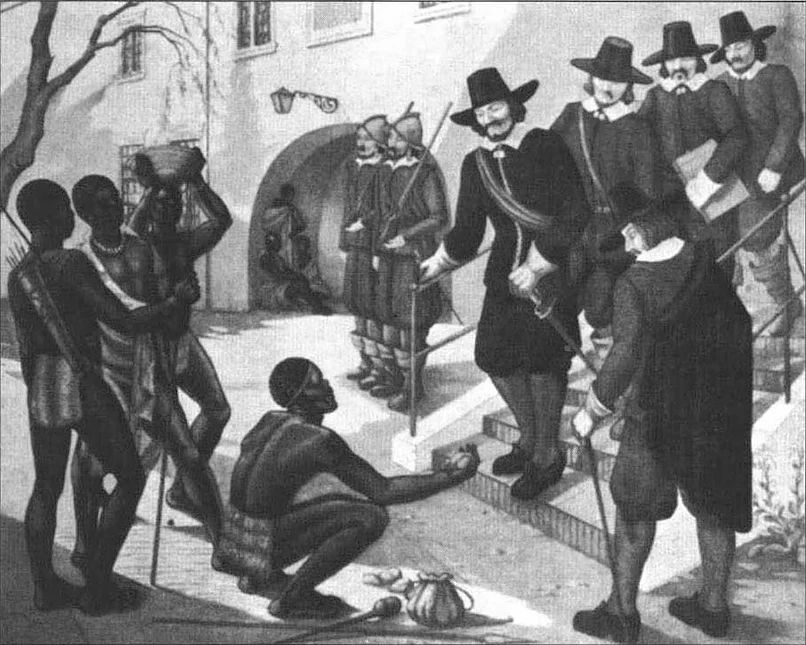
Mural anónimo sin fecha situado en South Africa House, Londres, que representa a los nama presentando rocas verdes que contienen cobre a la Compañía Holandesa de las Indias Orientales en el Cabo, la cual inició una expedición para extraer el mineral por parte de los holandeses en 1685.

En el siglo XVII, la Compañía Neerlandesa de las Indias Orientales importaba cargamentos de esclavos a Sudáfrica, transformando la antigua estación colonial para barcos en una colonia esclavista. En 1685, el último comandante y primer gobernador de la Colonia del Cabo, Simon van der Stel, formó un grupo de exploración para localizar una reserva de cobre que los indígenas Nama le habían mostrado. Los colonos describían a los Nama como «muy amistosos», y la académica Kitty Millet señala que «las relaciones entre los Nama y los colonos neerlandeses eran tan buenas que los Nama organizaron una “exhibición” musical para el cumpleaños del gobernador». Sin embargo, poco después de que los colonos neerlandeses introdujeran el trabajo esclavo en la región y aumentaran su número, conflictos entre 1659-1660 y 1673-1677, seguidos de un brote de viruela, provocaron que la mayoría de los Nama huyeran de su territorio tradicional. Los que permanecieron pronto «existieron como “pueblos indígenas detribalizados”».
Mapas tempranos creados por colonizadores europeos retrataban el sur de África como una terra nullius de aldeas indígenas «incivilizadas» y «bestias salvajes». A partir de la década de 1760, los europeos intentaron organizar asentamientos Nama en la región en «reservas “naturales”» que permitirían la segregación de colonos de los pueblos indígenas. Cuando los británicos tomaron la colonia por primera vez en 1798, John Barrow, estadista británico, se percibió a sí mismo como «un reformador en comparación con los burghers [ciudadanos] boer [neerlandeses] y funcionarios gubernamentales cuyo abrazo de la esclavitud y las apropiaciones de tierras habían destruido no solo las tribus Nama que vivían cerca de ellos, sino también la tierra misma en la que establecieron sus granjas». Las tribus Nama en la llanura Namaqua habían sido absorbidas en la colonia sudafricana como «unidades individuales de trabajo» y supuestamente vivían «en un estado de “detribalización”». A medida que los Nama fueron cada vez más explotados y sometidos a los europeos, muchos abandonaron completamente el territorio de la expansión de la Colonia del Cabo, eligiendo en su lugar establecerse a lo largo del río Orange. Muchos también fueron absorbidos en comunidades Orlam, donde «existían como pastores y “forajidos”, realizando incursiones en granjas boer».
Desde 1800 hasta 1925, aproximadamente 60 sociedades misioneras europeas establecieron más de 1,030 estaciones misioneras en toda el África meridional. Un estudio sobre la ubicación y el papel de estas estaciones misioneras realizado por Franco Frescura notó cómo a lo largo del siglo XIX hubo una «presencia geográfica creciente de misioneros en toda África meridional», lo que se paralelizaba con la reestructuración del paisaje social, económico y político de la región por fuerzas coloniales. A pesar de su propósito declarado, los misioneros reportaron ser poco exitosos en convertir a muchos indígenas al cristianismo. Un estudio informó que solo alrededor del «12% de las personas en los asentamientos misioneros estaban allí por razones espirituales» y que la mayoría de las personas a menudo permanecían por «ventaja material o seguridad psicológica». A lo largo de África meridional, mientras «algunos grupos como los Basotho y los Tswana acogieron abiertamente a los misioneros, otros como los Pedi, los Zulú y los Pondo rechazaron vehementemente su presencia como política nacional». En algunos casos, poblaciones enteras se mudaron lejos de los asentamientos misioneros y ostracizaron a los miembros de su comunidad que se habían convertido o residían en los asentamientos, expulsándolos efectivamente de sus comunidades.
En 1806, misioneros alemanes bajo la Sociedad Misionera de Londres fueron supuestamente los «primeros blancos» en llegar a lo que hoy es Namibia moderna. Pronto fundaron estaciones misioneras con campos y territorios circundantes en un esfuerzo por cristianizar y sedentarizar a los pueblos indígenas. Sin embargo, debido al clima severo y a la grave sequía, sus intentos de mantener las estaciones fracasaron. Convirtieron a un kaptein Orlam, Jager Afrikaner, padre de Jonker Afrikaner, quien se convertiría en un importante político namibio. Los misioneros lucharon por adoctrinar a los pueblos indígenas de la región con sus ideologías debido a la oposición abierta de los Herero, el grupo indígena más poderoso y no convencido de la supuesta «misión sagrada» de los misioneros. Los colonos europeos consideraban a los Herero, como a otros pueblos indígenas de la región, como «incivilizados» porque no practicaban la agricultura sedentaria ni aceptaban abiertamente las ideologías occidentales. Un misionero alemán iluminó esta perspectiva más amplia con respecto a sus encuentros con el pueblo Nama: «El Nama no quiere trabajar sino vivir una vida de ocio. Pero el Evangelio dice que debe trabajar en el sudor de su frente. Por lo tanto, se opone al Evangelio». Esta era una percepción común entre los misioneros en África meridional, quienes «buscaban imponer una moralidad y un ethos de trabajo extranjeros a la gente local sin darse cuenta de que esto socavaba sus principios sociales y culturales más básicos y, por lo tanto, eran ampliamente resistidos».
El estatus de detribalización fue percibido por los colonizadores neerlandeses como un método potencial de redención, como señala la académica Kitty Millet, para que «el africano “detribalizado”» pudiera aprender «su lugar adecuado» como miembro de una clase explotada de trabajadores que alimentaban la industria colonial. El pueblo Orlam se entendía como «Nama detribalizados» que ahora habían vivido varias generaciones en las afueras de la sociedad colonial como siervos obligados y como esclavos sometidos a una posición de servidumbre ante los colonos neerlandeses (también llamados bóeres). En el siglo XIX, como informa Millet, hubo un «esfuerzo concertado» por parte del gobierno de la Colonia del Cabo neerlandesa para «desvincular a los individuos del grupo tribal» de los Orlam, «para “detribalizarlos” a través del trabajo, ya sea por indenture o esclavitud». Para mantener el orden capitalista colonial, los neerlandeses «no solo querían destruir las políticas físicas de las tribus indígenas entre o cerca de ellos, sustituyéndolas por una clase dócil de trabajadores, sino que también querían que olvidaran completamente su existencia previa como pueblos “independientes”. La “salud” de la colonia dependía de la eliminación de tribus independientes y, en su lugar, la visibilidad del sirviente “detribalizado”».
Para condicionar psicológicamente a los Orlam a aceptar un rol subordinado, los neerlandeses deliberadamente infantilizaron a las personas esclavizadas para reforzar su estatus como inferiores. En este sentido, incluso si un esclavo escapaba del cautiverio y se unía a comunidades Orlam «libres» como fugitivo, «el esclavo llevaba consigo el recuerdo de esta infantilización». Este tratamiento deshumanizante provocó una resistencia generalizada contra el colonialismo neerlandés en las comunidades Orlam, que formaron una comunidad consciente y activa en Ciudad del Cabo manteniendo relaciones con personas esclavizadas que permanecían bajo control neerlandés. Esto empujó a las comunidades Orlam aún más hacia los márgenes, especialmente a medida que los granjeros boer neerlandeses «anexaban más tierras y se acercaban a los “márgenes”» como respuesta al traspaso del poder político colonial. Esta resistencia continua dentro de las comunidades Orlam llevó a la formación de líderes políticamente centralizados a principios del siglo XIX, conocidos como kapteins, que funcionaban como autoridades en la comunidad de manera diferente a cualquier sociedad tradicional Nama.
A medida que los colonizadores europeos apuntaban a los kapteins Orlam, la académica Kitty Millet señala que «incluso más individuos “detribalizados” [se unían] a los “fugitivos” ya establecidos en los márgenes» de la sociedad colonial. Sin embargo, ya fuera por desconocimiento o por negarse a reconocer su propio papel en generar esta resistencia profundamente arraigada, los colonizadores europeos atribuyeron la resistencia de los Orlam a lo que percibían como una «predisposición ontológica» dentro de la población Orlam detribalizada, que supuestamente reflejaba un «estado “primitivo de ser”». Presumían que la reafirmación de los Orlam como comunidades en los márgenes de la sociedad colonial era una expresión de su disposición nómada inherente. A medida que la resistencia continuaba contra el orden colonial, cada vez más grupos con «orígenes diversos» se unieron a los colectivos Orlam, a pesar de ser notablemente «no relacionados con sus kapteins». A pesar de la heterogeneidad de los colectivos Orlam, lograron luchar contra su propia subyugación y reafirmarse como una entidad política indígena.
Con el tiempo, el creciente número de grupos de resistencia no pudo ser sostenido por la región circundante de la Colonia del Cabo debido a la baja precipitación y la sequía. A medida que los recursos disminuían, los grupos de resistencia Orlam detribalizados se trasladaron hacia el norte y eventualmente cruzaron el río Orange para reunirse con los Nama. Cada uno de los grupos de resistencia Orlam solicitó permiso a la confederación Nama y reingresó a la tierra Nama entre 1815 y 1851. A medida que se reintegraban en la comunidad Nama, los grupos Orlam transformaron rápidamente la percepción que los Nama tenían de sí mismos y de sus relaciones con los Herero vecinos, así como con los comerciantes coloniales y los misioneros que habían acompañado a los grupos de resistencia Orlam en su reintegración. Como resultado de esta reintegración, Kitty Millet señala que surgió un nuevo liderazgo Nama bajo el nieto de Kido Witbooi, Hendrik Witbooi. Witbooi era cristiano y entendía su liderazgo como un mandato divino. Mientras que las tribus Nama tradicionales preferían el pacifismo al conflicto armado antes de la integración de los grupos Orlam detribalizados, Witbooi cambió esta comprensión y creyó que era su misión continuar el esfuerzo de resistencia entre los Nama. Hendrik Witbooi fue asesinado en batalla por las fuerzas militares coloniales alemanas en 1905 y ahora se le considera un héroe nacional en Namibia.
África del sudoeste alemana fue establecida en 1884 después de décadas de colonos y misioneros alemanes que ocuparon la región y llevaron a cabo su labor a través de sociedades misioneras como la Sociedad Misionera Renana. El Imperio Alemán reclamó oficialmente dominio y soberanía sobre la Namibia actual, que incluía los territorios tradicionales de los Herero y Ovambo en el norte, grupos de Khoisan (San y Khoikhoi) en las regiones central y meridional, y los Damara en las regiones montañosas. Los colonos alemanes aplicaron unilateralmente la categoría de «bushmen» a estos grupos, percibiéndolos como «cazadores-recolectores» primitivos. Relacionados con los Khoikhoi estaban los Nama, quienes para el siglo XIX se habían establecido en las regiones del suroeste de Namibia y el norte de Sudáfrica como resultado del desplazamiento colonial. Los colonos blancos que vivían en la Colonia del Cabo también se referían a los Khoisan y Nama como «Hottentots», un nombre colectivo acuñado originalmente por los colonos alemanes en el África Sudoccidental. Estas etiquetas demostraban la perspectiva colonial europea de los pueblos indígenas, que simplificaban sus complejidades en una clase única de sujetos colonizados uniformes.
En el siglo XIX, los misioneros europeos buscaron erradicar las formas de vida y conocimiento indígenas a través del proceso de cristianización para, como argumenta el académico Jason Hickel, moldearlos hacia el «modelo burgués europeo». Como afirmó el académico y teólogo colonial alemán Gustav Warneck en 1888, «sin duda es mucho más costoso matar a la población indígena que cristianizarla». Contrario a los objetivos declarados de «civilización» de los misioneros, los administradores coloniales buscaron preservar las estructuras «tradicionales» africanas para mantener su dominio indirecto, empujando constantemente a los africanos a los márgenes de la sociedad colonial. Según Hickel, los administradores incluso miraban con sospecha la «idea de una misión civilizadora, temiendo que la “detribalización” llevara a la anomia social, al malestar masivo y al surgimiento de una clase políticamente consciente que eventualmente socavaría completamente el dominio de la minoría». El Departamento de Asuntos Nativos, establecido por Cecil Rhodes en 1894, buscó apoyar la «tradición» africana por esta razón:
La idea era prevenir la urbanización manteniendo a los africanos confinados en reservas nativas, y gobernarlos según una forma codificada de ley consuetudinaria a través de patriarcas y jefes existentes. Luego, utilizando una intrincada red de controles de flujo, se llevaba a los africanos temporalmente a las ciudades para trabajar en contratos a plazo fijo, al final de los cuales eran expulsados de nuevo a las reservas. El sistema fue diseñado intencionalmente para evitar la plena proletarización y frenar el surgimiento de una conciencia radical.
Sin embargo, a principios del siglo XX, como resultado del «apetito insaciable [de los colonizadores] por mano de obra barata», la anterior política colonial de gobierno indirecto comenzó a debilitarse considerablemente, lo que resultó en la emergencia de numerosos asentamientos informales en las periferias de las «ciudades blancas» en el sur de África. En respuesta a la abrumadora urbanización «no autorizada» de los africanos, los administradores coloniales europeos adoptaron finalmente el enfoque moralizador de sus contrapartes misioneras y buscaron «reformar» las chabolas africanas, que eran percibidas como espacios caóticos e indisciplinados que desdibujaban el orden de la sociedad colonial como un «error social-evolutivo». Los científicos sociales de la época sostuvieron esta perspectiva y difundieron ampliamente estas ideas, como se refleja en su percepción de los sujetos africanos «detribalizados» que habitaban estos asentamientos informales periféricos.

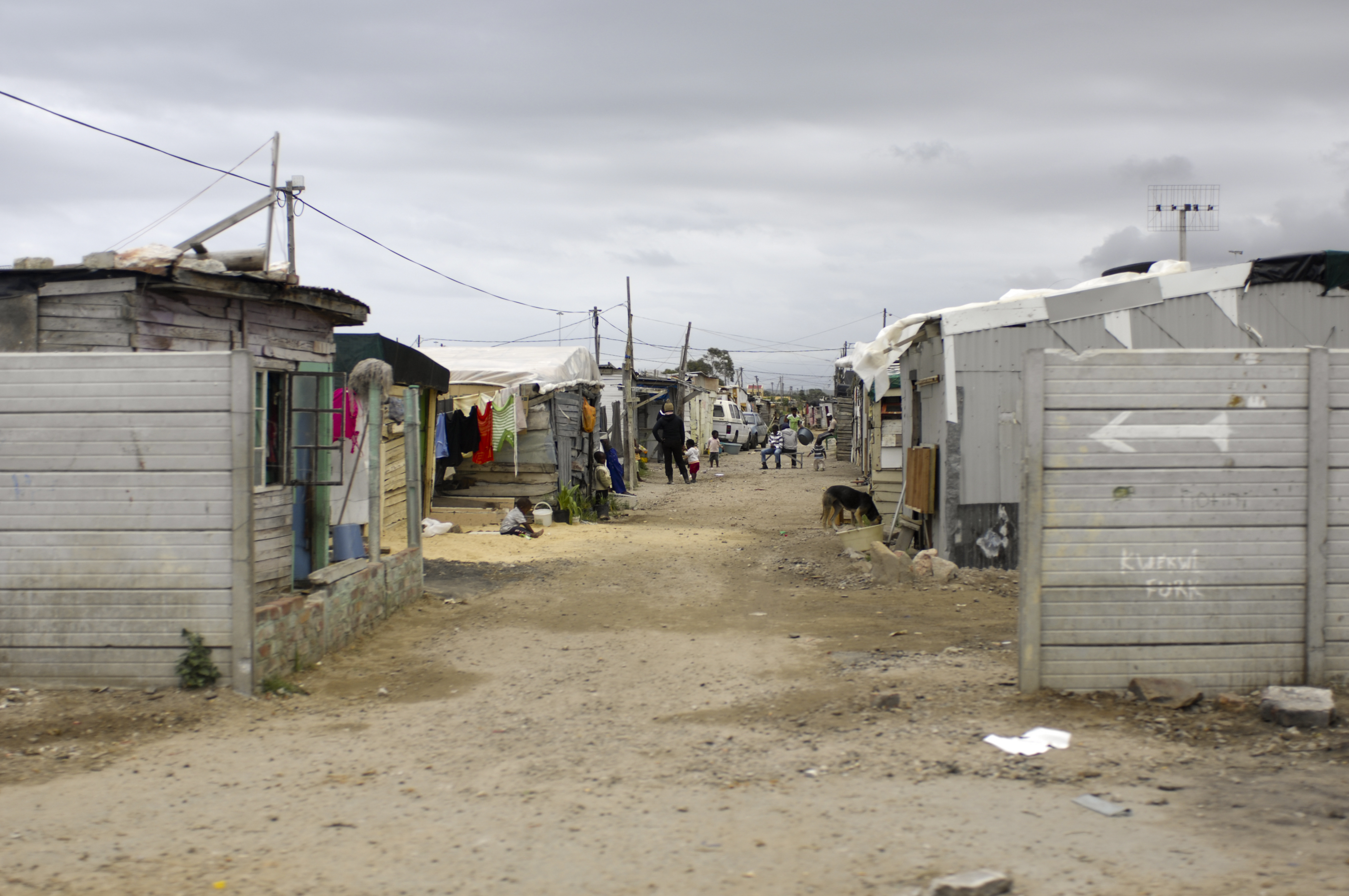
Municipio de Zwelihle, Hermanus, Sudáfrica. ca. 2008

El filósofo austro-húngaro Karl Polanyi se refirió a los sudafricanos «detribalizados» en términos altamente racistas y patológicos, afirmando que el «kaffir de Sudáfrica, un noble salvaje, en quien ninguno se sentía socialmente más seguro en su kraal nativo, ha sido transformado en una variedad humana de animal semidomesticado vestido con “harapos inconexos, sucios, repulsivos que ni el blanco más degenerado usaría”, un ser sin descripción, sin autoestima ni estándares, verdadero desecho humano». El antropólogo Bronislaw Malinowski de igual manera «denunció a los nativos “detribalizados” como monstruosidades sociológicamente inadecuadas que habían perdido el orden regulado de la sociedad “tribal”; sin embargo, debido a su falta de acceso a los recursos materiales necesarios, no habían logrado aproximarse a la estructura de la sociedad “europea”». El estatus «fuera de categoría» de los sudafricanos urbanizados «detribalizados» fue percibido como una amenaza para el orden colonial europeo. En Sudáfrica y Namibia, el gobierno colonial pronto «forzó [su] reubicación en áreas sundesarrolladas modernistas dispuestos en cuadrículas rectilíneas» con la intención declarada de condicionar a los africanos «detribalizados» para convertirse en «sujetos felices y dóciles» que «internalizarían los valores de la domesticidad europea».
Durante este período, europeos y sudafricanos blancos clasificaron a todos los africanos urbanos como «detribalizados», lo cual fue en gran medida una extensión del racismo existente que había reducido a todos los africanos a masas indistinguibles de sujetos racializados «desordenados» y no necesariamente reflejaba la realidad. Muchas personas indígenas que trabajaban en las granjas propiedad de europeos y en distritos urbanos no estaban formalmente «detribalizadas» ni desconectadas de sus identidades o comunidades tribales. El profesor de la Universidad de Stellenbosch, J. F. W. Grosskopf, registró que «muchos europeos que solo entraban en contacto con los nativos en los centros más grandes parecían inclinados a sobreestimar el número de nativos “detribalizados”... Tales nativos podían haber adoptado un modo de vida urbano semieuropeo durante varios años, aunque aún es difícil para el hombre blanco decir en qué medida ha cesado realmente la influencia y la conexión tribal». En 1914, Grosskopf documentó un caso en el cual varios sudafricanos negros urbanizados que «nunca habían visitado su tribu en Thaba Nehu» dejaron sus «trabajos permanentes y bien remunerados en Bloemfontein» después de que un jefe Baralong «compró tierras para sus seguidores en la parte sur de Rhodesia». Registraron en un aviso a sus empleadores que se iban «porque nuestro jefe nos está llamando». El antropólogo Isaac Schapera también señaló que la urbanización no implicaba necesariamente detribalización, reconociendo fundamentalmente las diferencias entre la asimilación en la sociedad occidental y la detribalización.
Sin embargo, con percepciones cada vez más racistas de los sudafricanos negros, el académico Jason Hickel señala que «los sudafricanos blancos veían la detribalización como un proceso de decadencia, como la descomposición del orden social tribal en un enredo caótico de personas al azar y mujeres solteras». Esto se reflejaba en su percepción de los municipios, que «se consideraban provisionales y transitorios, a medio camino entre el hogar africano tradicional y la casa europea moderna». Los sudafricanos blancos adoptaron, lo que consideraban, una «misión civilizadora» con reluctancia, reconociendo que los «africanos urbanos» eran «necesarios como mano de obra» y «no podían ser “retribalizados”». Las primeras áreas subdesarrolladas en Baumannville, Lamontvilley Chesterville se construyeron en las décadas de 1930 y 1940 con este propósito. Según Hickel, los planificadores de estas áreas buscaron «conciliar dos ideas competidoras: por un lado, el temor de que la “detribalización” de los africanos provocaría enormes convulsiones sociales y, por otro lado, la creencia de que “civilizar” a los africanos en un conjunto establecido de normas sociales facilitaría la docilidad». Estas condiciones y percepciones continuaron durante la era del apartheid en Sudáfrica y Namibia. La teórica política sudafricana Aletta Norval señala que a medida que el sistema de apartheid se expandía, «el "nativo detribalizado" tenía que ser considerado como un "visitante" en las ciudades hasta que se pudiera alcanzar el ideal de apartheid total» a través de una segregación racial completa.
En su obra Sounds of a Cowhide Drum (1971), el poeta sudafricano de Soweto Oswald Mbuyiseni Mtshali escribió un poema titulado «Los Detribalizados», en el cual describe las consecuencias de la detribalización y la vida en los townships en Sudáfrica. En una reseña de su obra realizada por Doreen Anderson Wood, ella reconoce cómo «los sociólogos y antropólogos han observado cómo la detribalización y la obligación de los trabajadores mineros a vivir en campamentos han debilitado la vida familiar en África, pero pocos lo retratan con la contundencia de Mtshali». Wood afirma que debido a que han sido «denegados el acceso a una vida plenamente del siglo veinte», los detribalizados caen en un vacío de sofisticación superficial sin valores que lo sustenten. El poema de Mtshali encapsula la experiencia de un hombre no nombrado que «nació en Sophiatown, o Alexandra, no estoy seguro, pero ciertamente no en Soweto». Este hombre «detribalizado», desde la perspectiva de Mtshali, no se preocupaba por la política ni por el encarcelamiento de figuras antiapartheid como Robert Sobukwe o Nelson Mandela en Robben Island, y quizás reflejaba, en palabras de Wood, a hombres que habían sido apartados de las «influencias estabilizadoras de la vida tribal» como resultado del colonialismo.

### América
En cuanto a la región mesoamericana, el académico Roberto Cintli Rodríguez describe la manera en que los españoles infligieron dos formas de colonización sobre los pueblos indígenas. Mientras que la primera conquista se refiere a las campañas de conquista militar bajo la autoridad de Hernán Cortés y otros conquistadores, «La Otra Conquista» incluyó cruzadas motivadas religiosamente para destruir todos los templos, «ídolos» y libros de los pueblos indígenas. A lo largo de siglos de violencia, en los cuales millones de indígenas fueron devastados por guerras, asesinatos masivos, violaciones, esclavitud, robo de tierras, hambruna y enfermedades, la Otra Conquista fue facilitada simultáneamente por los españoles desde el siglo XVI hasta el XIX con el objetivo central de destruir las creencias y culturas basadas en el maíz de los pueblos indígenas, inaugurando un cambio radical en el axis mundi o centro del universo desde el maíz hacia la cruz cristiana, con la amenaza de muerte, tortura y condena eterna para quienes se negaran a conformarse con el orden colonial. Rodríguez señala que aunque el uso directo de la fuerza por parte de la iglesia ha disminuido, los mensajes oficiales de la iglesia en América Latina todavía continúan reforzando esta práctica hoy en día.
Los colonizadores españoles establecieron un sistema de «congregaciones (la congregación de pueblos) y el proyecto de reducciones (espirituales)» en un esfuerzo «para acorralar a los indios en misiones o pueblos con el propósito de reducir o eliminar o "matar" las almas de los indios, creando cristianos en su lugar». Este método de «reducción espiritual de los indios también sirvió para facilitar el robo de tierras» y fue implementado por primera vez en 1546, siendo reafirmado en numerosas ocasiones durante el periodo colonial. En 1681, como parte de las Leyes de Indias, emitidas por la Corona Española para las posesiones americanas y filipinas de su imperio, «continuó la reducción de los indios (su instrucción en la Santa Fe) “para que pudieran olvidar los errores de sus antiguos ritos y ceremonias"». Las políticas de reducción instituidas por los colonizadores españoles «incluyeron la demonización sistemática por parte de los frailes españoles de prácticamente todas las cosas indígenas, especialmente de los propios pueblos, a menos que fueran salvados o bautizados».
La «práctica oficial española respecto a qué idioma, indígena o castellano, debía emplearse en el esfuerzo de evangelización [a lo largo de Nueva España] era frecuentemente confusa». El objetivo colonial era hispanizar a los pueblos indígenas y separarlos por la fuerza de la identificación con sus prácticas culturales; «los funcionarios eclesiásticos y estatales intermitentemente utilizaron varios decretos reiterando la posición oficial y exigiendo que se les enseñara de manera sistemática el español a los indios», como uno emitido por el arzobispo de la Ciudad de México en 1717. Al mismo tiempo, dado que muchos misioneros estaban «más interesados en intentar impartir lo que consideraban la base de su fe a los pueblos nativos lo más rápido posible» a través de la cristianización, esto llevó a muchos a «adquirir los rudimentos de las lenguas indígenas» con el propósito de adoctrinar a los indígenas para convertirse en cristianos.

#### Brasil

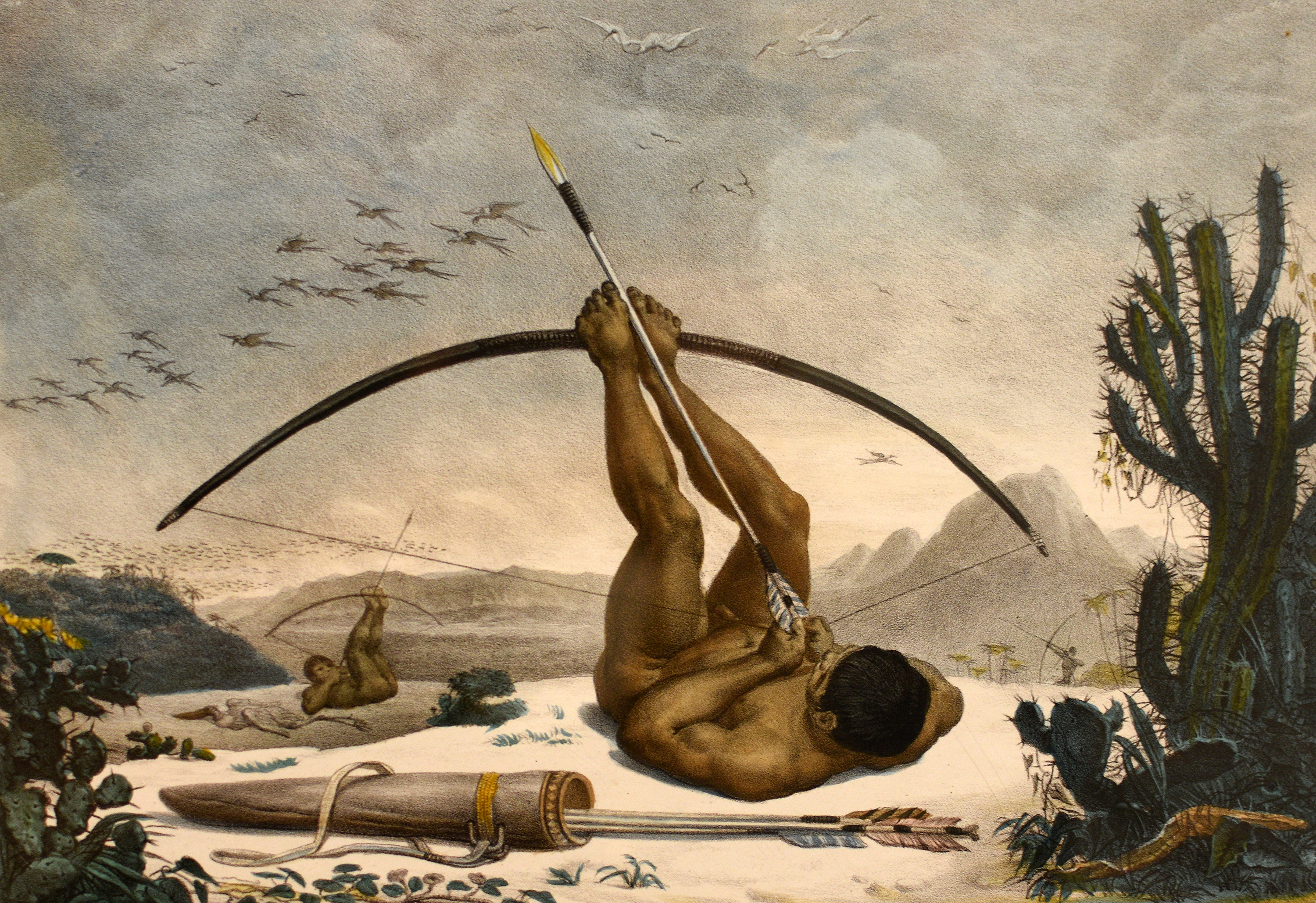
«Caboclo» de Jean-Baptiste Debret ca. 1834. Caboclo es un término despectivo que designa a los "indios civilizados", un nombre genérico que se daba a los indígenas bautizados y destribalizados. También se ha utilizado para significar «mestizo» o «de sangre mezclada».

Los colonizadores portugueses llegaron a la costa este de América del Sur en 1500 y establecieron asentamientos permanentes en las regiones interiores de la Amazonia un siglo después. Las expediciones hacia el interior fueron llevadas a cabo por bandeirantes portugueses, quienes solían «depender de los amerindios como remeros, recolectores y guías». Con frecuencia, los bandeirantes convertían estas cruzadas exploratorias «en expediciones esclavistas» mediante el secuestro, detención y explotación de los pueblos indígenas de Brasil. Estas expediciones también llevaron «enfermedades europeas y muerte hasta el interior» de la región. En 1645, los sacerdotes jesuitas bajo el liderazgo de António Vieira «comenzaron a establecer misiones a lo largo de los principales afluentes del río Amazonas», lo que implicó la reubicación forzosa de grandes subconjuntos de la población indígena en nuevos asentamientos coloniales.
Los grupos amerindios fueron reubicados en grandes asentamientos llamados aldeias, donde sus actividades diarias podían ser supervisadas de cerca, sus almas podían ser salvadas y su trabajo podía ser destinado a nuevas tareas, como la cría de ganado. En las aldeias, los nativos fueron privados de su identidad tribal bajo la influencia homogeneizadora de los misioneros. Obligados a comunicarse con blancos y otros nativos en la lingua geral, los amerindios tribales fueron transformados gradualmente en "indios genéricos" o tapuios.
El término tapuio «originalmente significaba "esclavo"», aunque poco después se refirió a indígenas detribalizados y cristianizados que se habían asimilado a la «sociedad colonial», definidos por su lugar de residencia y proximidad a la sociedad colonial. Ha sido utilizado indistintamente con caboclo, reconocido como un término peyorativo equivalente a «mestizo» o «de sangre mixta», así como con carijó, que también se refería a «indios detribalizados». Estas etiquetas diferían de gentio, un término igualmente peyorativo que se refería a indígenas no convertidos y no asimilados. Las expediciones esclavistas de los bandeirantes continuaron a lo largo del siglo XVIII con la intención de robar metales preciosos, especialmente oro, del interior, lo que condujo además a «la adquisición de concesiones de tierras, nombramientos oficiales y otras recompensas y honores» para los colonos blancos. Al mismo tiempo, «los indios capturados en enfrentamientos con colonos fueron utilizados como trabajadores en minería, agricultura y domésticos», mientras que otros, especialmente las mujeres indígenas, enfrentaron violaciones y agresiones sexuales.
Mientras que la creciente red de misiones jesuitas «proporcionaba una medida de protección contra los esclavistas que hacían expediciones anuales hacia el interior», al mismo tiempo alteraba «las bases mentales y materiales de la cultura amerindia para siempre». Aunque los tapuios eran «nominalmente libres» en las misiones, en realidad estaban «obligados a proporcionar trabajo a las autoridades reales y a los colonos, una práctica que con frecuencia degeneraba en trabajos forzados apenas distinguibles de la esclavitud directa». Las aldeias también contribuyeron a la «propagación de enfermedades europeas, como la tos ferina, la gripe y la viruela, contra las cuales las poblaciones nativas no tenían inmunidad», lo que «mató a decenas de miles de amerindios» y presionó a otros a retirarse más profundamente hacia el interior.
Los sacerdotes jesuitas, que para mediados del siglo XVIII controlaban «unos doce mil amerindios en sesenta y tres misiones amazónicas», fueron expulsados de Brasil en 1759. Esto aumentó las oportunidades para la esclavización, el asesinato y el desplazamiento de los pueblos indígenas por parte de «autoridades coloniales, terratenientes y comerciantes», que ya estaban en curso. A mediados del siglo XVII, «la población amazónica era principalmente indígena excepto en los centros urbanos... para mediados del siglo XVIII, excepto por los grupos nativos que huyeron a áreas remotas de refugio, la población de la región consistía principalmente en tapuios detribalizados y subyugados», quienes fueron insertados «en un mundo civilizado y católico bajo el auspicio de sus amos, lo que resultó en la apropiación indiscriminada del trabajo nativo». La población detribalizada de pueblos indígenas «eran sobrevivientes o cautivos de incursiones» durante más de un siglo y «ahora vivían en ciudades mineiras y otras localidades bajo la tutela de colonos». Fueron «detribalizados por diversas razones, de diversos orígenes étnicos y/o geográficos, llevados a vivir o nacidos en la sociedad colonial y, por tanto, incorporados en la vida social y cultural de Minas Gerais durante el siglo XVIII».

La nueva legislación de la década de 1750 buscaba afirmar «la libertad de los indios de Brasil», la cual fue articulada «en una serie de leyes reales». Sin embargo, esta libertad solo se extendió a los indígenas que habían sido cristianizados y algo asimilados: «Una vez que el estado "comunicó la ley de Dios a las naciones bárbaras, reduciéndolos a la fe católica y al verdadero conocimiento de Su Santo Nombre"». No obstante, también proporcionó un mecanismo mediante el cual los indígenas que migraban a pueblos y aldeas podían desafiar los intentos de los colonos de mantenerlos en esclavitud. Un aspecto clave de esto era «demostrar su ascendencia indígena», lo cual muchos indígenas detribalizados encontraban difícil. Al mismo tiempo, «los administradores buscaron ocultar el origen étnico de estos indios, etiquetándolos con nombres que correspondían a categorías genéricas de mestizaje como caboclo (indio detribalizado rústico), curiboca (mestizo afro-nativo) y cabra de terra ("cabra"; es decir, mestizo de esta tierra), entre muchos otros».
Al engendrar así la «invisibilidad» de estas personas, se creó un vacío legal en la legislación real, ya que la corona no prohibía la esclavitud de los mestizos cuya mezcla racial provenía en parte de madres esclavizadas de ascendencia africana. Con esta táctica, se legitimó la esclavitud indígena. De no ser por la insistencia de los indígenas coloniales, decididos a poner en marcha el sistema de justicia para garantizar el reconocimiento de sus orígenes indígenas, estos individuos seguramente habrían permanecido esclavizados... Dicho esto, los intentos de volver a convertir a los indígenas en esclavos no eran raros, y muchos indígenas no lograron evadir los planes de los colonos más obstinados. 
Mientras que las revueltas de los indígenas detribalizados eran comunes, tras la reubicación de la Corona Portuguesa a Brasil en 1808, «las aldeas misioneras fueron destruidas, sus recursos confiscados, y los habitantes fueron obligados a trabajos forzados». Con el supuesto aumento de la población blanca, «se llevó a cabo una nueva ola de acciones militares» contra «los grupos tribales restantes». Una vez congregados forzosamente en asentamientos coloniales centralizados, a principios del siglo XIX, los indígenas detribalizados «se dispersaron a lo largo de los ríos, arroyos y lagos de la cuenca del Amazonas donde vivían principalmente en pequeños grupos familiares» y desarrollaron estrategias de subsistencia que «dependían en gran medida de los grupos indígenas de los que descendían». Sin embargo, mientras que «las poblaciones amerindias precolombinas trabajaban solo para subsistencia y comercio ocasional con tribus vecinas, los jesuitas enseñaron a los tapuios a producir mercancías», lo que continuó vinculándolos al mercado global a través de los comerciantes fluviales, quienes «entregaban los productos a mercados mundiales distantes». Muchos tapuios o caboclos habitaban «las mismas llanuras aluviales de las que sus ancestros fueron desplazados por los portugueses» mientras que los grupos indígenas culturalmente intactos «se confinaban en gran medida a la gestión de áreas montañosas inaccesibles».
En 1822, al declarar Brasil su independencia del dominio colonial portugués, la Amazonía se integró al recién inestable estado brasileño. Las tensiones políticas estallaron en rebeliones a gran escala, siendo la más grande la revuelta de la Cabanagem en Pará, donde «los rebeldes se alzaron con furia contra sus terratenientes y patrones», resultando en una tasa de mortalidad estimada de al menos treinta mil personas, o una cuarta parte de la población de la provincia. Los tapuios habían sido continuamente explotados como «una gran reserva de fuerza laboral en la Amazonía» y «jugaron un papel importante» en la revuelta. Muchos tapuios, así como «esclavos negros y otros trabajadores, huyeron» después de la revuelta «porque eran cabanos [rebeldes] o para escapar del trabajo forzado». Antes de la revuelta, las personas detribalizadas habían sido «transformadas en una masa dispersa y sin propiedad, alienada tanto de los grupos tribales intactos y aislados del interior como de la población blanca rural». Los etnógrafos europeos documentaron los efectos de la detribalización en los tapuios, quienes citaron su maltrato y falta de pertenencia como dañinos social y psicológicamente. Ocupando una categoría social «ambigua» entre los grupos tribales intactos y la población blanca, las «demandas e intereses» de los tapuios no podían ser abordados eficazmente por el estado brasileño, lo que significaba que se enfrentaban a la «exterminación o integración inmediata. Entre estas dos alternativas no podía existir un área gris cuestionando el valor de la asimilación en la sociedad blanca».
La explotación de los tapuios fue documentada en los diarios de viaje de colonizadores europeos y estadounidenses a mediados del siglo XIX. En Exploration of the Valley of the Amazonde los tenientes de la Marina de los EE. UU. William Lewis Herndon y Lardner Gibbon, los tapuios son llamados «peonadas» y fueron descritos en 1849, junto con «negros» y mestizos» por el presidente de la provincia de Pará, Jerónimo Francisco Coelho, como «personas carentes de civilización y educación, que superaban en número a la parte digna, laboriosa e industriosa de la población en más de tres cuartos». Herndon y Gibbon afirmaron que «no se puede dar una mejor descripción del origen y carácter de estos cuerpos de trabajadores». Estas percepciones racistas sostenidas por los colonizadores parecían racionalizar su derecho a explotar el trabajo de estos grupos, lo cual también estaba entrelazado con la cristianización y el papel de la iglesia colonial: «Todos los indios cristianizados de la provincia de Pará están registrados y obligados a servir al Estado, ya sea como soldados de la Guarda Policial o como miembros de "Cuerpos de Trabajadores", distribuidos entre las diferentes divisiones territoriales de la provincia».

En cuanto a la provincia brasileña de Amazonas, Herndon y Gibbon registraron que el gobierno brasileño continuaba temiendo el poder de los tapuios para rebelarse contra «los extranjeros», dados sus mayores números y «la terrible revolución de los Cabanos (siervos, personas que vivían en cabañas) en los años de 1836 a 1840, cuando muchos portugueses fueron asesinados y expulsados». Por lo tanto, el presidente y el gobierno afirmaron «que deben hacerse leyes para el control y gobierno de los sesenta mil tapuios, que superan en número a los propietarios y que siempre están abiertos a la influencia de los diseñadores, los ambiciosos y los malvados». La población de la provincia se registró en «treinta mil habitantes (blancos e indígenas civilizados)», aunque Herndon y Gibbon admitieron que «no se puede hacer una estimación del número de "Gentios" o salvajes». Los tenientes estadounidenses expresaron su apoyo para seguir colonizando la región, incluso abogando por que los propietarios de esclavos estadounidenses lo hicieran:
Parece que los tenientes estadounidenses expresaron su creencia de que el gobierno brasileño no impondría obstáculos para que los ciudadanos de Estados Unidos se establecieran en el país y llevaran consigo a sus esclavos, pues creían que la población pensante en el Amazonas estaría contenta de verlos. El Presidente, quien trabajaba por el bien de la provincia y estaba llamando a los jefes de las tribus indígenas para involucrarlos en asentamientos y trabajo sistemático, le dijo a uno de los tenientes al despedirse: «¡Cuánto desearía que pudiera traerme mil de su activa, laboriosa e inteligente población para dar ejemplo de trabajo a estas personas!». Otros le dijeron que no dudaban que Brasil otorgaría títulos de tierras vacantes a cuantos llegaran.

#### México

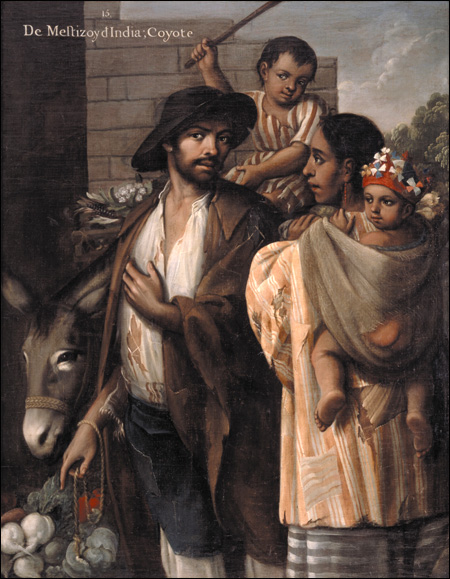
De Mestizo y de India, Coyote de Miguel Cabrera, ca. 1763. La pintura representa a un grupo dentro del sistema español de castas, que organizaba a las personas por clasificaciones raciales.

Guillermo Bonfil Batalla y otros académicos han utilizado el término «desindianización» para describir un «proceso histórico mediante el cual poblaciones que originalmente poseían una identidad particular y distintiva, basada en su propia cultura, son forzadas a renunciar a esa identidad, con todos los cambios consecuentes en su organización social y cultura». El proceso de desindianización en México fue un proyecto colonial que, según Bonfil Batalla, «logró en gran medida convencer a grandes partes de la población mesoamericana de renunciar a su identificación como miembros de una colectividad indígena específica». Él reconoce cómo muchos pueblos indígenas en todo México fueron históricamente expulsados o desplazados de sus territorios tradicionales, mientras que otros pudieron haber sido exterminados, «como fue el caso de los Grandes Chichimecas del árido norte». Estas condiciones genocidas tuvieron el efecto de detribalizar a muchos indígenas al someterlos a «condiciones que hacían imposible la continuidad como pueblo culturalmente diferente». Aunque este proceso se ha referido como «mezcla» o mestizaje dentro del marco colonial mexicano, «en realidad fue, y es, etnocidio».
La cristianización ha sido mencionada por académicos como Patrisia Gonzales como un elemento históricamente importante del proceso de desindianización en México: «Los sacerdotes y autoridades españolas buscaron someter espiritualmente a México a través de la desindianización, la tortura y la conversión». El conocimiento medicinal indígena y la comunicación con el mundo natural fueron «sobrenaturales y demoníacos» bajo la influencia directa de la Inquisición Mexicana. Las mujeres indígenas, especialmente las parteras, fueron blanco de la Inquisición; «los europeos temían que las mujeres pudieran controlar a los hombres, lo que contribuyó a que muchas mujeres fueran juzgadas como brujas en Europa». Curanderas y parteras fueron identificadas por hombres europeos y la iglesia como una amenaza para su poder, tanto en Europa como en América. Para inculcar en los indígenas la inferioridad y la naturaleza «maligna» de sus propias prácticas, la Inquisición «utilizó la represión de familias y comunidades enteras, tortura, muerte, servidumbre por deudas e incluso prisión», así como «demostraciones públicas de poder para reprimir los puntos de vista indígenas». Durante el dominio colonial español, «con el tiempo, muchas prácticas indígenas se asociaron con actos del diablo», lo que condicionó a los mexicanos a rechazar las formas indígenas de conocimiento. «Algunos líderes nativos argumentan que tal condicionamiento ocurre a través de sermones y actividades de fe», que continúan hasta hoy, y eventualmente llevaron «a la desindianización de los mexicanos».

En los centros urbanos, la segregación espacial entre «indios» y españoles, o peninsulares, fue instituida por el orden colonial para separar a los colonizados de los colonizadores. Debido a que la colonia de Nueva España se «edificó sobre la explotación de la fuerza laboral y la producción agrícola de los indígenas, especialmente en las regiones de Mesoamérica», fue «fundamental para el régimen colonial definir límites étnicos claros entre indios y no indios». Sin embargo, los límites entre las categorías étnicas de los colonizados en el México colonial eran «relativamente flexibles en la práctica», ya que la estructura colonial se concentraba principalmente en mantener la «superioridad jerárquica de los españoles» sobre todo lo demás. Hubo distinciones importantes entre «mestizos ricos», quienes históricamente tenían poder estructural en México y apoyaban el plan de occidentalización introducido por los invasores europeos, y los mestizos pobres o de clase trabajadora, tanto rurales como urbanos.
A pesar de los elaborados intentos por clasificar las castas y asignar a cada individuo una posición clara en el orden estratificado de la sociedad colonial, aquellos que no eran ni españoles (peninsulares o criollos) ni indígenas nunca encontraron un lugar preciso en una sociedad que descansaba en el rígido orden dual de colonizados y colonizadores. Aunque las castas estaban formalmente definidas por el porcentaje de sangre americana, africana y europea que poseían, en realidad eran criterios sociales, no biológicos, los que definían los diferentes grupos. Un gran número de mestizos raciales que nacieron y crecieron en comunidades indígenas eran considerados indígenas. De la misma manera, muchos indígenas racialmente puros pasaban por mestizos cuando dejaban sus comunidades de origen y se convertían en siervos o trabajadores libres. Algunos mestizos eran tomados por criollos, y el paso de un grupo a otro tenía menos que ver con la «pureza de la sangre» relativa que con otros factores sociales, entre los cuales la riqueza era especialmente importante.
Después de la exitosa Guerra de Independencia de México en 1821, «la desigualdad étnica continuó, ya que los criollos, es decir, las personas de ascendencia española nacidas en América, se convirtieron en el grupo dominante de la nueva nación». En ese momento, una minoría del país hablaba español; sin embargo, se estableció como «el idioma oficial de la nación». La ciudadanía en México se volvió «sinónimo de cultura occidental y por lo tanto excluyó a los indígenas, negros y otros grupos no europeos a menos que renunciaran a sus culturas supuestamente "atrasadas" e "inferiores"». A través de la implementación de estas prácticas homogeneizadoras, «los criollos esperaban que la mayoría de los indígenas y negros en México eventualmente se disolvieran mediante la llegada de inmigrantes europeos y que la nación se blanqueara adecuadamente». La élite criolla de la nueva nación mexicana también instituyó una amplia apropiación de tierras del territorio indígena en todo el país. Mientras que durante el período colonial español, el gobierno había «reconocido la propiedad colectiva de las comunidades indígenas, ya que estaba interesado en extraer el excedente producido por los campesinos indígenas», después de la independencia, «la propiedad individual se convirtió en la única forma legalmente reconocida de tenencia de tierras, de acuerdo con el supuesto principio universal del individualismo liberal, y por lo tanto las comunidades indígenas perdieron el título legal de sus posesiones».
El gobierno mexicano «utilizó la fuerza armada para reprimir la resistencia indígena, y en los casos en que tuvo éxito, se distribuyeron las tierras indígenas y se destruyeron sus comunidades». En la década de 1820, el gobierno instituyó una Ley General de Colonización que «pagaba a no indígenas para establecerse en territorio indígena y trabajar la tierra... basada en la suposición de que los indígenas reconocerían y elegirían emular las virtudes de la "civilización" una vez que hubieran sido expuestos a ellas». Este método se implementó en todo el país. Cuando la fuerza armada y la colonización fracasaron, «el gobierno mexicano utilizó una política de deportación desde las tierras tribales hacia otras partes de México». Si bien estos métodos fueron devastadores para mantener las identidades y comunidades de los pueblos indígenas en México, «no fue la política gubernamental la que llevó a la detribalización y asimilación de la mayoría de los indígenas mexicanos». Mientras que «algunas comunidades indígenas pudieron mantener su existencia, la mayoría fueron desintegradas mientras cientos de indígenas fueron lentamente desplazados de sus tierras y llevados a pueblos mexicanos, comunidades mineras y ranchos como trabajadores».
En 1883, el gobierno mexicano aprobó la Ley de Terrenos, que «afectó a miles de comunidades indígenas pequeñas y detribalizadas», según señala la académica legal Martha Menchaca. Pocos años después de la aprobación de la ley, que requería «que todos los terrenos públicos fueran demarcados para el desarrollo», la clase dominante de México y las corporaciones extranjeras poseían aproximadamente «una quinta parte de la superficie total de México, o 68 millones de acres de tierra». Una vez que la tierra fue «demarcada», «los agricultores mexicanos tenían que demostrar la propiedad legal» y los tribunales a menudo «respaldaban las demarcaciones de las corporaciones», lo que llevó a «muchos agricultores pobres... a migrar hacia el norte, hacia Texas, tarea facilitada por la infraestructura ferroviaria». La Ley Lerdo de 1856, que planeaba proporcionar «a cada familia... parte de las propiedades comunales de la tribu» mediante la privatización, había «despojado a los consejos tribales de su autoridad legal sobre la tierra de sus comunidades», y dado que Benito Juárez murió en medio de su implementación, los jueces ahora «tenían el poder de interpretar la ley de propiedad y decidir si apoyaban a las compañías demarcadoras o reconocían que la Ley Lerdo se había ejecutado de manera incorrecta». Como resultado, «los indígenas que obedecieron las órdenes del presidente Juárez y privatizaron sus tierras pero no disolvieron sus consejos tribales podían argumentar en los tribunales que, aunque no se les entregaron títulos de propiedad, los títulos de las concesiones de tierras españolas [del período colonial] seguían siendo válidos, ya que no eran comunidades detribalizadas». Por otro lado, «los indígenas que habían disuelto sus consejos no tenían recurso legal porque eran indígenas detribalizados». En este último caso, si los pueblos detribalizados «lograban no ser desalojados de sus tierras, la principal opción era quedarse en sus hogares y convertirse en arrendatarios». Sin embargo, muchas personas «optaron por unirse a la migración hacia el norte» y «algunos indígenas detribalizados comenzaron un viaje que eventualmente los convertiría en ciudadanos estadounidenses».
Hacia finales del siglo XIX, más de 100 000 mexicanos habían migrado hacia el norte hasta el suroeste de los Estados Unidos, como resultado tanto del robo de tierras por parte del gobierno mexicano a través de la Ley de Terrenos como de la escasez de mano de obra en los Estados Unidos tras la Ley de Exclusión China de 1882 y el Acuerdo de Caballeros no oficial con Japón en 1907. Como consecuencia, muchos empleadores en el suroeste abrieron oportunidades de contratación en ciudades fronterizas como El Paso, Texas. Aunque la política oficial de inmigración de EE. UU. en ese momento prohibía el trabajo por contrato fuera de los Estados Unidos, los empleadores contrataron agentes para viajar al interior de México y convencer a ciudadanos mexicanos rurales y urbanos de que existían altos salarios y nuevas oportunidades laborales en los Estados Unidos. Después de la pérdida de tierras, los bajos salarios y la inestabilidad en el campo mexicano, muchos pobres mexicanos, especialmente de los estados de Jalisco, Guanajuato, Zacatecas y Michoacán, migraron hacia el norte para trabajar inicialmente como trabajadores ferroviarios, tendiendo vías por salarios bajos. Un informe de 1909 concluyó que los trabajadores mexicanos realizaban la mayoría del trabajo ferroviario en Nevada, Nuevo México, Arizona y el sur de California. Tras el trabajo en los ferrocarriles, la mayoría de los trabajadores mexicanos fueron empleados en el sector agrícola, trabajando en campos de algodón en Texas, granjas de remolacha azucarera en el norte de Colorado y huertos de cítricos en California, así como en minas en todo el suroeste. Para 1920, el número de inmigrantes mexicanos en Estados Unidos superaba los 222,000, la mayoría de los cuales habían sido desposeídos de tierras por el gobierno mexicano o habían trabajado en ranchos rurales anteriormente.
El masivo despojo de tierras en el siglo XIX pronto desencadenó una serie de revueltas campesinas en todo México «desde la década de 1840 hasta la Revolución Mexicana de 1910». La académica Florencia Mallon ha propuesto que, en respuesta, las comunidades indígenas desarrollaron «su propio liberalismo popular, uno que reconocía las instituciones y la propiedad comunales, y que definía la ciudadanía en términos que no excluían a grupos culturalmente diferentes». En la segunda mitad del siglo XIX y principios del XX, con el crecimiento de la economía capitalista nacional y la industrialización, «las comunidades indígenas se vieron obligadas a migrar a las ciudades» y a «grandes haciendas». Como resultado de este proceso, muchos se desindianizaron al adoptar el español como su lengua principal y abandonar su sentido tradicional de identidad étnica, cambiando su lealtad a la identidad nacional que estaba siendo construida por el estado mexicano. Fue en este proceso que «comunidades enteras [indígenas] también cambiaron su lengua y su auto-identificación étnica, de indígena a mestizo». Esto se refleja en las estadísticas de la época. Mientras que en 1808, se estimaba que los indios y los mestizos constituían el 60% y el 23% de la población respectivamente, para 1885 estos porcentajes eran del 38% y el 43%, y para 1921 del 29% y el 59%. De 1808 a 1921, se estima que aproximadamente 3 millones de personas experimentaron esta transformación cultural y étnica de indígenas a mestizos, lo que representaba alrededor de 1/3 o 1/4 de toda la población del país en ese momento.
En medio de este proceso de desindianización y de mestizaje en México, la ideología nacionalista del «mestizaje» fue formulada «por intelectuales estrechamente vinculados al Estado» a finales del siglo XIX. El gobierno mexicano instituyó políticas nacionales «destinadas a lograr la homogeneización racial y cultural de la población bajo la categoría de mestizo». Las ideologías nacionalistas mexicanas afirmaban ahora que el país era una «sociedad mestiza» que combinaba armónicamente las culturas de los pueblos indígenas y los europeos. En realidad, aunque la mayoría de las «clases populares y sectores», incluidas las comunidades rurales tradicionales y los barrios urbanos, tenían «orígenes indios» que a menudo eran «muy recientes», los «sectores de clase alta» derivaban «más o menos directamente de los colonizadores españoles» y tendían «a conservar formas culturales no indias». A través del mestizaje e indigenismo, se suponía que los mestizos debían «estar orgullosos de su "pasado" indio, encarnado en las construcciones masivas y las obras de arte de sus "ancestros" precolombinos», a la vez que adoptaban la cultura moderna y progresista de las razas blancas del mundo, «un proceso de blanqueamiento de los indios, pero no de oscurecimiento de los blancos». A lo largo del siglo XX, hubo un esfuerzo concertado por parte del gobierno mexicano para integrar a los pueblos indígenas en la sociedad mestiza. Esto se implementó a través de políticas indigenistas que buscaban «fomentar la disolución» de las identidades étnicas indígenas mediante la occidentalización. Desde entonces, el indigenismo ha sido criticado como «abiertamente paternalista».
En el México contemporáneo, «muchos rasgos culturales [indígenas] continúan presentes en una colectividad desindianizada». Bonfil Batalla demuestra esto examinando las comparaciones entre los mestizos pobres rurales y urbanos y los pueblos indígenas de México. Tras siglos de colonialismo, diversas circunstancias están ahora presentes: «En algunas áreas, los enclaves indígenas han sobrevivido, mientras que en otras la población original fue aniquilada, expulsada o desindianizada». Bonfil Batalla reconoce la diversidad de culturas indígenas en México mientras desestabiliza las líneas entre «mestizo» e indio» al enfocarse en sus similitudes culturales y referirse a ellos como categorías no monolíticas. Al reconocer la diversidad de realidades «mestizas» e indígenas», Bonfil Batalla también enfatiza las «características fundamentales y determinantes» presentes a lo largo de las culturas mesoamericanas para demostrar cómo existe una «presencia efectiva de lo indio... en casi todos los aspectos sociales y culturales del país», y que «la presencia de la cultura indígena es, en algunos aspectos, tan común y omnipresente que rara vez se reflexiona sobre su profundo significado, o sobre el largo proceso histórico que hizo posible su persistencia en sectores sociales que asumen una identidad no indígena hoy en día».
En el México contemporáneo, los miembros de las clases privilegiadas, que en su mayoría son descendientes de colonizadores europeos, aún suelen considerar «cualquier cosa que sea indígena, cualquier rasgo que recuerde el origen ancestral de la cultura y sociedad mexicana» como algo atrasado, grotesco e inferior, utilizando un lenguaje derogatorio y racista como «naco». Persiste un número significativo de mestizos que viven en comunidades campesinas tradicionales, cuya cultura está más cercana a la de los pueblos indígenas que a la de las élites urbanas modernizadas, a pesar de que ya no hablan una lengua indígena. Este segmento de la población podría muy bien «re-indigenizarse», y en muchas comunidades a lo largo de México «tales procesos de re-indigenización ya están en marcha». En el año 2000, la composición étnica de México registró un 18% de población amerindia, con un 10.5% que se identificó abiertamente como detribalizado. Además, hay evidencia de que un número creciente de la población detribalizada en México podría estar identificándose abiertamente como indígena, dado el rápido aumento en el tamaño de la población en los censos nacionales recientes.

#### Perú
La desindianización ha sido citada como un elemento esencial en la formación del estado-nación colonial peruano, «que fue y en muchos aspectos continúa basado en la superación de la indigeneidad, es decir, en la desindianización del Perú». Los pueblos indígenas en Perú podían «redimirse» a través del proceso de desindianización o asimilación en el orden colonial del «progreso» occidental. La desindianización fue implementada a través de varios esfuerzos del estado, como la «educación», sin embargo, «aquellos que no desindianizaron, porque se negaron a hacerlo o porque faltaban recursos para implementar el proceso de desindianización, podían ser, y llegaron a ser vistos como necesitados de ser, borrados del alcance del estado-nación. Esta marginación histórica de los indígenas, en este sentido, se entiende mejor no como una falta o fracaso del estado-nación peruano, sino como su condición necesaria y constitutiva».

#### Estados Unidos

##### Alto Sur y Noreste
En el siglo XVII, la detribalización fue una estrategia deliberada empleada contra las comunidades indígenas en la región superior de las Trece Colonias, particularmente entre el pueblo Powhatan en Virginia. La historiadora Helen C. Rountree documenta esfuerzos sistemáticos dirigidos a detribalizar a los Powhatan para fortalecer la posición colonial. Se utilizaron diversos métodos para «civilizar» a los individuos detribalizados e integrarlos en la sociedad colonial. Hasta 1691, las personas indígenas detribalizadas en esta región tenían la oportunidad de integrarse en los niveles medio o bajo de la sociedad colonial a través del matrimonio interracial. Sin embargo, después de que se prohibiera el matrimonio interracial, se esperaba que estos individuos ocuparan los rangos más bajos de la sociedad no blanca. Curiosamente, a veces las personas indígenas detribalizadas tenían reclamaciones más fuertes sobre los derechos de tierras en los tribunales coloniales, como se muestra en casos como el de Edward Gunstocker, cuyos derechos de tierras fueron reconocidos debido a su condición de detribalizado. Este contexto histórico subraya cómo la detribalización no fue solo un proceso social y cultural, sino que también tuvo implicaciones legales y económicas, influyendo en el estatus y los derechos de los individuos indígenas dentro de las sociedades coloniales.
Hacia la segunda mitad del siglo XVII, los colonos en la Colonia de Virginia intentaron «convertir culturalmente a los Powhatan» permitiéndoles participar en formas de trabajo remunerado bajo la supervisión de empleadores blancos, con la intención de «civilizarlos y convertirlos al cristianismo». Los niños indígenas eran separados de sus padres para convertirse en «servidores» de los colonos, quienes aseguraban a los padres que serían tratados bien y no como esclavos. Sin embargo, como señala Rountree, los colonos «no hicieron una distinción clara entre "servidores" (es decir, empleados domésticos) y esclavos, ya sea para los indígenas o para los africanos». Aunque pocos indígenas aceptaron estas ofertas de manera voluntaria a principios del siglo XVII, las presiones de los colonos aumentaron, especialmente después de que los indígenas se empobrecieran progresivamente debido al robo de tierras y los efectos del emergente sistema económico colonial.
La detribalización también fue utilizada por los gobiernos estatales en la región noreste de Connecticut, Massachusetts y Rhode Island en el siglo XIX para referirse al proceso deliberado de terminar las relaciones entre los pueblos indígenas y sus naciones indias en el debate sobre el reconocimiento federal. En aquel entonces, el proceso de detribalización «conllevaba la noción de "liberar" a los indígenas de las supuestas cadenas del tribalismo».
En 1889, el estado de Nueva York publicó un informe de un «comité especial» de la legislatura, basado en consultas sobre la «solución del problema indígena» con personas de casi todas las regiones del estado. En respuesta a la pregunta «¿Qué se puede hacer por el bien de los indios?», relacionada con los Onondaga en el oeste de Nueva York, se llegó al siguiente consenso: exterminar la tribu y preservar al individuo; hacer ciudadanos de ellos y dividir sus tierras en propiedad individual». Charles N. Sims, Canciller de la Universidad de Syracuse, respondió: «Borrar por completo la tribu; hacerlos ciudadanos; dividir todas las tierras entre ellos y ponerlos bajo las leyes de la ciudadanía en el Estado. Es la mayor farsa del mundo tratarlos como una nación». El Dr. Johnathan Kneelant de Syracuse, quien fue médico de la tribu durante varios años, dijo: «He recomendado que sean detribalizados y convertidos en ciudadanos». Muchas de las respuestas a lo largo del informe indican actitudes similares hacia varias naciones indígenas en todo el estado. Esta retórica muestra cómo la detribalización fue percibida como absolutamente necesaria para el progreso de la colonia de colonos estadounidenses por parte de los descendientes de colonizadores.

##### Suroeste

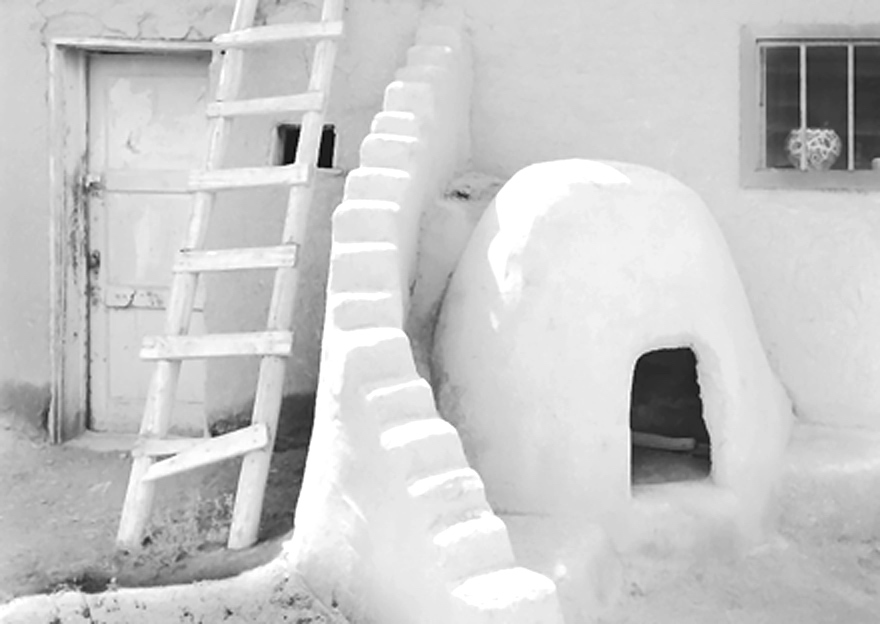
Pueblo de Taos, Nuevo México.

El período colonial español comenzó bajo José de Oñate en 1598, quien infligió atrocidades en el pueblo de Acoma, matando «a cientos de Acomas y quemando casas y kivas». La resistencia continua de los líderes religiosos de los Pueblos impulsó a los españoles a usar misioneros para «convertir a los indios al catolicismo» y así fomentar que se desvincularan de su comunidad y prácticas culturales Pueblo. Los historiadores Deborah Lawrence y Jon Lawrence señalan que se desarrolló una nueva «forma de esclavitud mediante la cual los indios obtenidos por los hispanos a través de la guerra o el comercio eran llevados a hogares españoles como sirvientes». A estos «cautivos indios detribalizados» se les llamaba genízaros y eventualmente «lograron integrarse en la sociedad mayor a lo largo de generaciones».
En el siglo XVIII, la población de personas detribalizadas en Nuevo México aumentó, especialmente los genízaros, que ahora eran comúnmente mantenidos en servidumbre hasta su cristianización o edad adulta. Este aumento se debió en gran parte al «comercio de cautivos humanos» que se llevaba a cabo en toda la región. Como señala la historiadora Lisbeth Haas, los españoles «concedieron tierras a los genízaros y a colonos de estatus inferior durante todo el siglo XVIII para crear zonas de amortiguamiento entre los saqueos nómadas y los pueblos coloniales, incluidos los de los indios Pueblo, como Santo Domingo e Ysleta». Tribus vecinas como los navajos y comanches participaron en el comercio de sirvientes y esclavos de personas detribalizadas y otros en ferias comerciales en Abiquiú y Taos Pueblo hasta mediados del siglo XIX.
Después de la Guerra Mexicano-Americana y la ratificación del Tratado de Guadalupe, el gobierno de EE. UU. rápidamente violó su acuerdo y no reconoció la estipulación de ciudadanía que había acordado bajo el tratado. Según la académica Martha Menchaca, en cambio, el gobierno de EE. UU. inició un proceso de racialización que asignaba a los mexicanos diferentes derechos legales según la raza. Mientras que «los mexicanos blancos recibieron plena ciudadanía», los mestizos, los indios cristianizados y los afromexicanos (personas de ascendencia mixta africana) recibieron derechos legales inferiores. Antes de la Guerra Mexicano-Americana, «México había extendido la ciudadanía a todas las personas que vivían en su territorio sin importar su raza», incluyendo «el derecho a votar, postularse para cargos públicos, ejercer cualquier profesión, realizar transacciones comerciales con quien quisieran, casarse libremente sin restricciones raciales y obtener títulos de propiedad». Sin embargo, tras la ocupación estadounidense, se impuso un nuevo sistema racial en los territorios conquistados del suroeste.
El gobierno federal otorgó a los diversos gobiernos estatales de los territorios cedidos «el derecho de decidir a qué mexicanos se les concedería la ciudadanía». En Texas, la ciudadanía se extendió solo a los mexicanos «si no tenían ascendencia negra». Al mismo tiempo, «los indios cristianizados detribalizados que pagaban impuestos y habían adoptado el estilo de vida mexicano también recibieron ciudadanía, pero con derechos limitados», siendo excluidos del derecho al voto y de derechos de propiedad condicionales, solo «si podían demostrar que hablaban español y que sus ancestros habían sido legalmente emancipados de las misiones españolas». Sin embargo, mientras que la legislatura de Nuevo México (que tenía autoridad sobre el territorio de Arizona en ese momento) «extendió la ciudadanía a todos los antiguos ciudadanos de México» en 1851, el Congreso de los Estados Unidos rápidamente rescindió este decreto» y negó la ciudadanía a los negros e indígenas en 1853. Poco después de que Arizona se estableciera como entidad separada en 1863, «su primera asamblea legislativa votó para reservar la ciudadanía para hombres blancos». Al decidir si conceder a los mexicanos de ascendencia mestiza derechos como los de los blancos o los indígenas, «la mayoría de los funcionarios gubernamentales argumentaron que los mexicanos de ascendencia predominantemente indígena deberían recibir el mismo estatus legal que los indios americanos detribalizados». Las legislaturas angloamericanas privaron del derecho al voto a muchos mexicanos en todo el suroeste argumentando que eran de ascendencia indígena y, por lo tanto, no debían recibir los derechos y privilegios de los ciudadanos blancos estadounidenses.

Las personas de ascendencia indígena también fueron discriminadas en función de sus afiliaciones, ya que «los mestizos de habla hispana que residían en las principales ciudades coloniales» se «suponía que eran mexicanos», lo que los hacía «exentos de las políticas indígenas». Los grupos indígenas que lograron no ser desplazados o «sometidos por los gobiernos español y mexicano fueron colocados en reservaciones o expulsados forzosamente del suroeste» por los colonos estadounidenses y el ejército. Si algún indígena se negaba a someterse a los ocupantes estadounidenses, se les «etiquetaba políticamente como belicosos», lo que podía servir como justificación para su encarcelamiento o ataque militar por parte de las fuerzas estatales. Los grupos considerados pacíficos »eran visitados por un agente de la Oficina de Asuntos Indígenas (BIA) para determinar si debían recibir los derechos legales de los mestizos mexicanos» en los asentamientos coloniales centrales. Finalmente, la BIA otorgó estos derechos a «los coahuiltecos y apaches en Texas, los pueblos en Nuevo México, los pima de los valles de Santa Cruz y San Pedro en Arizona, y los indios chumash, garbieleno, luiseño y grupos yuma en California».
Una vez que la legislatura tomó sus decisiones, muchas aldeas indígenas fueron reubicadas en reservaciones y a algunas se les permitió permanecer en sus pueblos con su propiedad respetada (por ejemplo, los pueblos), pero la mayoría tuvo sus tierras confiscadas y se vio obligada a mudarse. Individuos que estaban detribalizados y vivían entre los mexicanos pero que eran culturalmente identificables como indígenas fueron ordenados por el gobierno federal a ser contados entre las poblaciones indígenas pacíficas. Las legislaturas recibieron el poder para determinar si los indios detribalizados debían recibir los derechos políticos de los mestizos mexicanos.
Aparte de los Pueblos de Nuevo México, «la mayoría de los indios que vivían en antiguos municipios mexicanos perdieron su propiedad ante el gobierno de EE.UU.». Aquellos que fueron clasificados como mexicanos bajo la ocupación estadounidense también «no tenían que temer ser colocados en reservaciones o estar sujetos a leyes punitivas como las promulgadas en algunos estados». Como resultado, esta cuestión de ser identificado como indio o mexicano por el gobierno estadounidense fue importante; «mientras que los indios se beneficiaban de ser clasificados legalmente como mexicanos, era políticamente peligroso que los mexicanos fueran considerados indios».

### Asia

#### Asia central

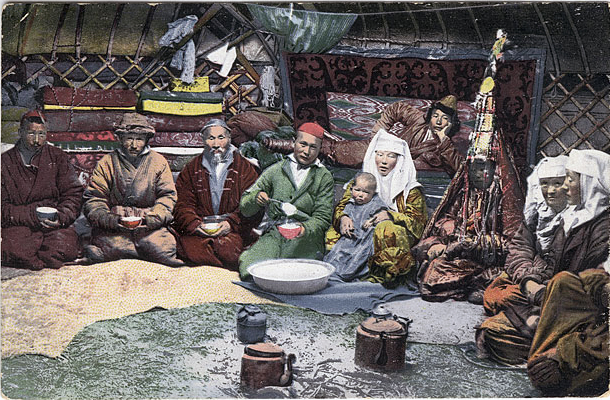
Familia kazaja en el interior de una yurta, 1911/1914.

En la segunda mitad del siglo XIX, el Imperio Ruso comenzó a colonizar la estepa de Asia Central y a los nómadas indígenas kazajos de la región. Con la «conquista final zarista de la estepa "kazaja" y la abolición de la servidumbre en el Imperio en 1861», la escala de «migración de campesinos rusos hacia el norte de Asia Central aumentó drásticamente». Los siervos eslavos rusos y ucranianos recién emancipados buscaban tierras en Siberia y Asia Central con la esperanza de «adquirir una parcela de tierra libre» para escapar de su anterior condición de «extrema pobreza y hambruna». Los funcionarios zaristas de clase alta intentaron evitar esta migración, «preocupados por una posible disminución de la fuerza laboral en la Rusia europea», pero con poco éxito. Para la década de 1890, con el fin de aliviar «el creciente malestar campesino» en ciudades rusas europeas como San Petersburgo, los funcionarios alentaron a «cientos de miles de campesinos eslavos a reasentarse en Asia Central, especialmente en los territorios de lo que hoy es Kazajistán y Kirguistán».
En la década de 1890 y principios de 1900, el Imperio Ruso envió «varias comisiones gubernamentales» para estudiar la «cantidad de tierra cultivable» para «los colonos prospectivos», concluyendo que los nómadas de la estepa poseían tierras excedentes, que podían ser asignadas a los colonos eslavos». La «apropiación de tierras excedentes "kazajas"» fue percibida por los funcionarios como «legalmente justificable» tras «la sumisión de los Jefes "kazajos" al trono ruso», que transfirió el control sobre sus tierras a «la propiedad del monarca ruso». La migración de colonos eslavos a Asia Central alcanzó su punto máximo entre 1906 y 1912, «cuando aproximadamente 1.5 millones de nuevos migrantes eslavos llegaron a la región». Para 1916, se estimaba que había 3 millones de colonos europeos en la región. Dado que los colonos eran privilegiados por el Imperio Ruso, se les «asignaban parcelas de tierra más grandes y fértiles», mientras que las parcelas agrícolas asignadas a los "kazajos" muchas veces eran inútiles para el cultivo». La pérdida de acceso a las tierras fértiles fue «un golpe devastador para la economía nómada "kazaja"» y obligó a muchos kazajos «a adaptarse al estilo de vida sedentario o a moverse hacia el sur en busca de nuevas tierras de pastoreo para sus rebaños».
Sin embargo, «la sedentarización de algunos "kazajos"... no siempre llevó necesariamente a su destribalización, ya que la mayoría de los pueblos "kazajos" recién establecidos fueron poblados por ex-nómadas provenientes del mismo clan y origen tribal». Como tal, muchos kazajos pudieron conservar sus identidades inmediatas de clan y tribales. Al mismo tiempo, las «identidades pan-horda», que habían existido previamente antes de la colonización rusa, «se debilitaron significativamente con la abolición de las hordas, ya que no quedó ninguna institución alternativa para sostenerlas». En general, la afluencia de colonos eslavos cambió «la estructura demográfica de la región», resultando en la «aparición de dos grupos culturales amplios y distintos», los colonos eslavos que eran «principalmente seguidores de la fe ortodoxa cristiana» y los kazajos musulmanes, que incluían tanto a «nómadas pastorales como a agricultores sedentarizados recientemente» y los grupos étnicos relacionados de kirguisos y karakalpak, que hablaban dialectos kazajos y «exhibían físicamente rasgos mongoloides».
Las políticas coloniales zaristas «privilegiaron a los colonos eslavos sobre los nómadas de la estepa» y segregaron a los kazajos, quienes junto con otros pueblos no cristianos de la estepa, fueron considerados pertenecientes a la categoría denominada inorodtsy[«alógenos»]. Esto exacerbó las tensiones socioculturales entre los dos grupos, ya que la población eslava empezó a ser vista como «agentes del colonialismo zarista, y por lo tanto igualmente responsables de sus problemas socioeconómicos». Estas tensiones y la opresión por parte del Imperio Ruso finalmente culminaron en la revuelta de 1916 en Asia Central. Tras la Revolución Rusa en 1917, los kazajos fueron ampliamente dispersados y «azotados en la guerra civil» con los colonos eslavos, que precedieron «el establecimiento del control bolchevique». Los «clanes sobrevivientes, aldeas y auls (grupos migratorios) se reconstituyeron como soviéticos e intentaron continuar como antes», aunque se les impusieron rápidamente nuevas políticas.
Similar a los esfuerzos coloniales europeos en África, la política nacional soviética inicialmente «enfatizó la "indigenización" de las instituciones del gobierno local». Sin embargo, mientras que en África las potencias europeas instituyeron estas políticas para evitar la conciencia de clase trabajadora y controlar a la mayoría de los africanos como trabajadores campesinos para sus imperios, el propósito fundamental de las políticas de indigenización soviéticas era «precisamente lo opuesto a la política europea de indigenización colonial en África». En este sentido, «la política soviética no estaba diseñada para preservar el contenido "tradicional", sino para reemplazarlo». El objetivo no era asegurarse de que un «buen uzbeko» permaneciera como un «buen uzbeko», como creían las potencias europeas del buen africano», sino «hacerlo un buen "europeo" en el sentido de que los europeos eran modernos y la mayoría de los uzbekos no lo eran». Como resultado de esta ideología soviética hacia los pueblos colonizados de Asia Central, «se llevó a cabo mucho aplastamiento de instituciones tradicionales por parte del estado soviético en nombre de la transformación socialista», lo que resultó en la detribalización.
Esto se logró a través de políticas educativas implementadas mediante un «currículo soviético universal», instituido de la misma manera «independientemente de la identidad étnica del alumno». La «lógica económica y política» de este currículo era crear »una población leal, moderna e intercambiable adecuada para un rápido desarrollo industrial». Mientras que la política gubernamental colonial en África no buscaba emplear una «misión civilizadora» por temor a crear una población urbana «detribalizada» de trabajadores que pudieran rebelarse contra el orden colonial, los soviéticos intentaron «transformar e integrar finalmente a todos los pueblos en una comunidad política». El progreso fue percibido notablemente lento por los soviéticos en Asia Central, ya que «las autoridades estalinistas consistentemente se lamentaron por el lento proceso de formación de la clase trabajadora entre los pueblos de Asia Central» y «el relativamente bajo número de asiáticos centrales en instituciones de educación superior a finales de los años treinta y cuarenta» fue «un punto doloroso para un régimen preocupado por entrenar "cuadros de nacionalidad"».
Para mediados y finales de la década de 1930, los soviéticos habían abandonado estas políticas de nacionalidad en respuesta al «resentimiento ruso y al creciente nacionalismo no ruso, resultado de las políticas de indigenización». Esto resultó en nuevas políticas que afirmaron «el resurgimiento de los rusos» y limitaron el uso de «idiomas no rusos en la administración», al mismo tiempo que aumentaron «la represión de las diásporas étnicas y la adopción de la instrucción obligatoria en lengua rusa», ejemplificando cómo «nuevos elementos en la política de nacionalidad soviética se movieron en la dirección de sus vecinos al oeste» durante el período de entreguerras. La resistencia a estas nuevas políticas surgió «en aldeas polacas y alemanas en las regiones fronterizas ucranianas y bielorrusas» y los soviéticos tomaron «medidas violentas contra esas comunidades», como «deportaciones selectivas dirigidas a aldeas enteras de alemanes y polacos»; pronto seguiría «la deportación de la población coreana soviética a Asia Central».
Después de décadas de control soviético en el siglo XX, «el partido todavía no había logrado socavar la autoridad religiosa y clan indígena» en gran parte de Asia Central. Mientras que otras «nacionalidades túrquicas surgieron a través de procesos de destribalización [durante siglos], los kazajos modernos surgieron en cambio a través de la expansión y adaptación» bajo el peso de la autoridad externa.

### Medio Oriente

#### Jordania
Los grupos tribales de Transjordania fueron destribalizados en el siglo XX después de que Emir Abdallah, impulsado al poder a través de su alianza con los Aliados, asumiera el control de la región. Durante la construcción del Ferrocarril del Hiyaz, «las tribus de la zona se negaron a pagar impuestos o a contribuir con conscriptos al ejército, y en ocasiones, se rebelaron abiertamente contra las autoridades centrales». La alianza «trajo reconocimiento político» al régimen de Abdallah y «ayudó en la destribalización» de la región mediante el control militar colonial: «para centralizar la autoridad, Transjordania tuvo que crear una burocracia y un ejército viables, construir infraestructura, sofocar revueltas internas, repeler agresiones externas y destribalizar el desierto».

#### Arabia Saudita
Como una extensión del colonialismo europeo y la occidentalización, los pueblos y centros urbanos en Arabia Saudita albergaban dos mundos diferentes, en los cuales «la ciudad "nativa" existe junto a una ciudad "occidental"». En las antiguas colonias de todo el Medio Oriente, a menudo se construía una segunda ciudad colonial simplemente al lado de la «ciudad vieja» como parte del orden colonial. Las ciudades en Arabia Saudita, como Riad, Yeda y Dammam, ejemplificaron este tipo de configuración colonial en el siglo XX. Los occidentales se segregaban de los centros urbanos «nativos» y vivían juntos «en recintos más o menos discretos y herméticamente sellados». Fue en este entorno urbanizado donde «la modernización e individualización de la sociedad saudita se desarrollaron» a un ritmo acelerado, lo que desintegró «las estructuras sociales tradicionales» y «sirvió para detribalizar la sociedad, hacer de la célula familiar su unidad básica, y finalmente dividir la familia en microelementos conyugales». La unificación de Arabia Saudita «fue en todos los aspectos no solo una victoria de la ciudad sobre el desierto, sino una victoria de la familia sobre la tribu». La creciente «urbanización de Arabia, por lo tanto, también correspondió a una sedentarización o destribalización de los nómadas», acompañada por el modelo familiar centrado en Occidente. Muchas familias nómadas pronto se «desvincularon de su historia tribal y su sentido de pertenencia».

### Oceanía

#### Australia

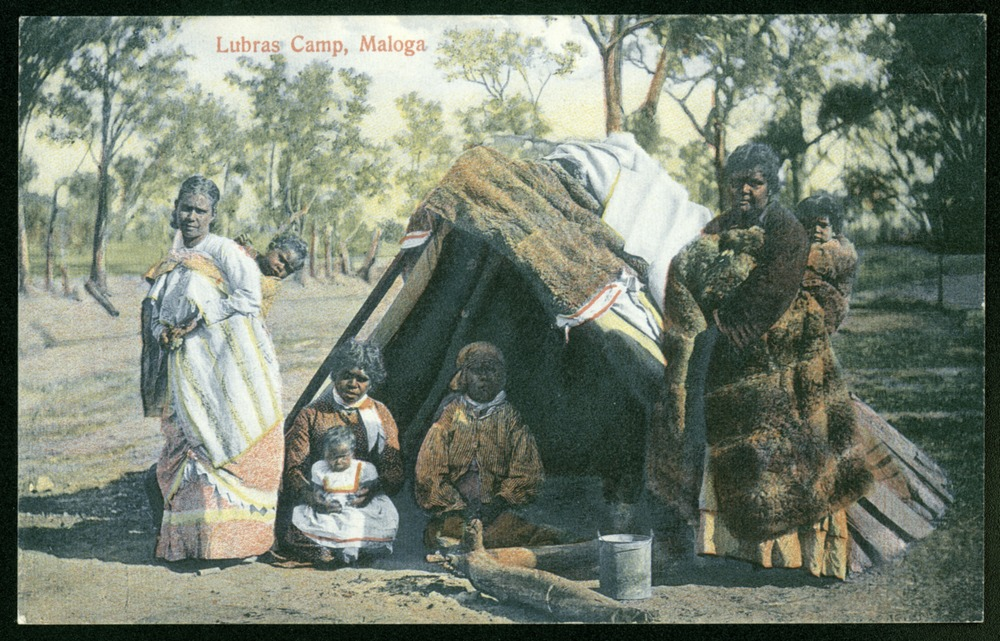
Tarjeta postal que muestra a un grupo de mujeres aborígenes vestidas a la europea en, Qld c.1900

En 1788, se estimaba que había aproximadamente 251,000 indígenas australianos (incluyendo aborígenes australianos y personas de las Islas del Estrecho de Torres) en lo que ahora se refiere en el contexto occidental como Australia. Para 1901, se estimaba que la población había disminuido a 67,000 como resultado de enfermedades europeas, invasión y ocupación. Los grupos indígenas que habían sobrevivido estaban «o institucionalizados en asentamientos gubernamentales o misioneros o se les permitía formar campamentos en los márgenes de los pueblos rurales, propiedades pastorales, granjas y minas, que generalmente estaban bien escondidos de los centros más concurridos de la vida colonial.» Para la década de 1880, «la población europea se volvió predominantemente urbana», lo que dividió cada vez más a la mayoría de los colonos europeos de los pueblos indígenas.
Las percepciones racistas de los pueblos indígenas eran rampantes en toda la población australiana europea a finales del siglo XIX, ya que «la burla y el desprecio expresados a mediados de siglo se profundizaron hacia una denigración malévola». Un miembro del parlamento de Australia del Sur que percibía «a los aborígenes destribalizados de Puerto Darwin en 1882 como "especímenes degradados de la humanidad... algunos menos parecidos a los humanos que un mono que gruñe y parlotea..." y cuestionaba "...si, en general, podrían encontrarse seres con apariencia humana más hundidos que estos..." puede ser comparado con el miembro del nuevo Parlamento de la Mancomunidad en 1902 que dijo: «No hay evidencia científica de que [el aborigen] sea un ser humano en absoluto"».

En 1937, el gobierno australiano celebró la primera reunión de líderes estatales en «Asuntos Aborígenes», en la cual supuestamente «reconocieron las necesidades de los aborígenes mestizos, pero no las de los de sangre pura». Emitieron una recomendación «de que los "mestizos", como se les llamaba, debían ser educados para el empleo según los estándares blancos para facilitar su absorción en la población australiana», mientras sugerían que las personas de «sangre pura» fueran «clasificadas como "destribalizadas", "semicivilizadas" e "incivilizadas"». Aquellos categorizados como «semicivilizados» e incivilizados» se consideraban no aptos para la integración en la sociedad colonial sin destribalización. Para los «semicivilizados» e «incivilizados», el gobierno australiano «parecía favorecer algo parecido al apartheid en reservas inviolables como una forma adecuada de tratarlos, pero sugería que esto se hiciera en la medida de lo posible sin perjudicar las necesidades de los empleadores de mano de obra aborigen». A los considerados «incivilizados» se les dejaría en paz hasta que se hubiera progresado con las categorías semicivilizadas y destribalizadas».
En las cercanías de dichos lugares de empleo, se propone proporcionar reservas donde los aborígenes desempleados serán mantenidos más o menos en condiciones tribales por aquellos que están empleados, y a donde, durante los períodos de desempleo, aquellos que han sido empleados puedan retirarse. El propósito de estas reservas es proporcionar a los aborígenes los medios para continuar su estado actual de existencia, una vida semi-tribal, pero la intención última es que se les someta al mismo control que se propone ahora para aquellos que son considerados destribalizados. En las cercanías de los asentamientos blancos, se propone que los aborígenes destribalizados sean educados y entrenados en varias ocupaciones, en las cuales puedan ganarse la vida sin competir con los blancos.
Esta práctica se instituyó con la suposición subyacente de que «la cultura aborigen había colapsado, o pronto lo haría en todas partes, y que la asimilación a un modo de vida europeo era la única posibilidad racional». Las autoridades coloniales australianas creían que la población indígena «debía ser entrenada para una vida asentada y una ocupación útil; enseñada a reconocer la autoridad, la ley y los derechos de propiedad; y recibir entrenamiento religioso para "reemplazar la estabilidad de carácter que se había perdido con la destrucción de su antigua filosofía y código moral"». Durante esta reunión de 1937, se aprobó una resolución conocida como el Destino de la Raza, que declaraba: «Esta conferencia cree que el destino de los nativos de origen aborigen, pero no de sangre completa, radica en su absorción final por parte del pueblo de la Commonwealth y, por lo tanto, recomienda que todos los esfuerzos se dirijan a ese fin».
La Sección 71 de la Ordenanza de Bienestar de 1953 establecía que «una persona que tenga el control o la gestión de un pupilo» no debería fallar en proporcionar al pupilo alimentos, refugio, ropa y facilidades de higiene razonables». Sin embargo, lo que se constituía como «razonable» estaba gobernado por legislación delegada e influenciado por la ideología de la asimilación». Como resultado, «razonable» significaba inevitablemente reflejar una estructura familiar nuclear». Esta preferencia se hizo «evidente en los informes de los Oficiales de Patrulla [australianos]». Los estudiosos han argumentado desde entonces que «asignar nombres de familia nuclear» fue un medio de "detribalizar" a los indígenas australianos en ese momento».
Hasta 1970, los niños indígenas australianos fueron separados por la fuerza de sus familias y comunidades en toda Australia, formando parte de las Generaciones Robadas. En un estudio de 1980 sobre las relaciones entre europeos-australianos e indígenas australianos en Australia Occidental, Kenneth Liberman reflexiona sobre cómo los colonos europeos-australianos impusieron sus estándares de «moralidad» a los indígenas australianos, con «la actitud implícita de que lo mejor que la sociedad europea podía hacer por los aborígenes era convertirlos en europeos». Según el antropólogo australiano A. P. Elkin, «la sociedad europea estaba tratando de convertir a los aborígenes en individualistas» enseñándoles el «valor moral del trabajo». Señala cómo los pastoralistas europeos-australianos obligaban a «los aborígenes que vivían en sus estaciones a realizar algún tipo de trabajo simbólico antes de entregarles su cheque de bienestar social del gobierno», veían a los niños indígenas como indisciplinados y consideraban justificable su propiedad sobre la tierra basándose en su supuesta superioridad moral. En ese momento, «el exministro nacional del Interior argumentó... que no solo era imposible aceptar las reclamaciones de tierras aborígenes, sino que era "totalmente incorrecto"».

En una charla TED, la sobreviviente de las Generaciones Robadas, Sheila Humphries, habló sobre ser robada de sus padres, la tortura y el abuso por parte de las monjas que dirigían el orfanato donde fue detenida, y los intentos de los policías y médicos de robar a sus propios hijos años más tarde: «Mi madre fue tomada, yo fui tomada, querían tomar a mis gemelos». Al recordar su relación con su madre, Humphries reflexiona sobre las perturbadoras realidades de esta era de la historia australiana que produjo desprendimiento generacional, trauma y pérdida de estructuras familiares y comunitarias para los pueblos indígenas:
Me desperté una mañana, a las dos de la mañana, sollozando mi corazón, y mi difunto esposo me dijo: «¿Qué te pasa?» Todo lo que pude decirle en ese momento fue: «Quiero a mi mamá. Quiero a mi mamá». Él dijo: «Te diré qué, [...] te llevaré de vuelta mañana y visitaremos su tumba». Así que volvimos al día siguiente, y fue como si estuviera asistiendo a un funeral por primera vez en mi vida. Una madre cuyo nombre no conocía, hasta 30 años después. Descubrí su verdadero nombre. Madre querida tenía nueve nombres diferentes. Fue colocada en tantas instituciones, bautizada en tantas religiones, y dada tantos nombres.

## Retribalización
La retribalización se ha utilizado como un término para contextualizar la reidentificación, la reclamación, la reconexión y la reintegración de personas «destribalizadas» con una identidad o comunidad indígena de origen ancestral. Dado que muchas personas en todo el mundo han sido separadas a través de los esfuerzos históricos y contemporáneos de los colonizadores y los efectos del colonialismo, el papel y la relación actuales de las personas destribalizadas en relación con sus comunidades de origen es compleja. La reconexión con los sistemas de conocimiento indígena puede ser un elemento importante «para las personas indígenas o destribalizadas que fueron interrumpidas del conocimiento contenido dentro de» sus culturas de origen.

Central a esta relación es la protección de las formas tradicionales de ser, ya que «lo que distingue la lucha indígena por la autodeterminación de otras es su esfuerzo colectivo por proteger los derechos de sus pueblos a vivir de acuerdo con las formas tradicionales». Las comunidades indígenas simultáneamente «resisten el tipo de esencialismo que reconoce solo una forma de ser» mientras también trabajan «para retener una vasta constelación de tradiciones distintas que sirven como las características definitorias de la vida tribal». Por lo tanto, «independientemente de cómo cualquier persona indígena elija» vivir su vida, se sabe en las comunidades indígenas que »son responsables de proteger el derecho a vivir de acuerdo con las formas ancestrales», ya que, según académicos como Vine Deloria Jr., ha sido «la lealtad al conocimiento tradicional lo que ha protegido a los indios americanos de la aniquilación y la absorción en la corriente principal democrática».
Esta conexión con la «tradición» determina que, aunque el proyecto de descolonización requiere que las historias y experiencias de personas no tribales, destribalizadas y de «sangre mixta» sean teorizadas como una parte integral de la diáspora indígena, también debe operar para sostener y revitalizar las formas de vida de los pueblos tribales que aún están entre nosotros. Particularmente en este momento en que los patrones dominantes de creencias y prácticas están siendo ampliamente reconocidos como integralmente relacionados con las crisis culturales y ecológicas, la necesidad de comprender y sostener otros patrones culturales es esencial.

### Chicanos y mexicanos-estadounidenses
Los chicanos y mexicanos-estadounidenses que son «descendientes de los pueblos originarios», o pueblos indígenas de México, han sido descritos como pertenecientes a «pueblos y comunidades indígenas destribalizados». Se ha descrito a las personas chicanas, muchas de las cuales son de raza mixta, como desindigenizadas como resultado de su desplazamiento de las culturas basadas en el maíz en toda la región mesoamericana. En lugar de existir como una «subcultura» de la cultura dominante estadounidense, la cultura chicana ha sido posicionada por Alicia Gasper de Alba como una «cultura alterna-nativa, una cultura americana diferente indígena a la base de la tierra ahora conocida como el oeste y suroeste de los Estados Unidos». Aunque influenciada por sistemas y estructuras impuestos por los colonos, se refiere a la cultura chicana como «no inmigrante sino nativa, no extranjera sino colonizada, no alienígena sino diferente de la hegemonía dominante de la América blanca».
Gloria E. Anzaldúa ha abordado la destribalización, afirmando que «en el caso de los chicanos, ser "mexicano" no es una tribu. Así que, en un sentido, los chicanos y los mexicanos están "destribalizados". No tenemos afiliaciones tribales, pero tampoco tenemos que llevar tarjetas de identificación que establezcan afiliaciones tribales». Anzaldúa también reconoce que «los chicanos, las personas de color y los "blancos"» a menudo han elegido «ignorar las luchas de los pueblos nativos incluso cuando están justo en nuestras caras», expresando desdén por esta «ignorancia intencionada». Concluye que «aunque tanto los "mestizos urbanos destribalizados" como las chicanas/os están recuperando y reclamando, esta sociedad está matando a los mestizos urbanos a través del genocidio cultural, al no permitirles igual oportunidades para mejores trabajos, educación y atención médica».
En cuanto a combatir los efectos de la cultura dominante estadounidense en las construcciones de género y sexualidad indígenas y chicanas destribalizadas, Gabriel S. Estrada ha discutido cómo «las estructuras dominantes del (hetero)sexismo capitalista blanco», incluidos los mayores niveles de criminalización dirigidos a los chicanos, han proliferado «una mayor homofobia a medida que los jóvenes indios mexicanos luchan cada vez más contra los mitos y realidades de la violación adoptando personalidades hipermasculinas que pueden incluir violencia sexual dirigida a otros». Esto no solo restringe «la formación de una sexualidad indígena equilibrada para nadie[,] sino especialmente... para aquellos que se identifican como gay, queer, joto, bisexual, [o] dos espíritus, [etc.]» para rechazar los «mandatos judeocristianos contra la homosexualidad que no son nativos de sus propias formas», reconociendo que muchas sociedades indígenas precoloniales aceptaban la homosexualidad abiertamente.
Roberto Cintli Rodríguez cuestiona cómo y por qué «los pueblos que son claramente rojos o marrones e innegablemente indígenas de este continente se han permitido, históricamente, ser enmarcados por burócratas y los tribunales, por políticos, académicos y los medios de comunicación como alienígenas, ilegales y menos que humanos». La académica Inés Hernández-Ávila ha reflexionado sobre el potencial de las personas chicanas para reconectarse con su ascendencia como fuente de poder para crear un cambio global: «El día en que cada mestiza/mestizo verdaderamente busque y encuentre sus raíces, respetuosamente y humildemente, y además valide a aquellos pueblos que aún mantienen su identidad como pueblos originarios de este continente de América, del Norte, Centro y Sur; ese día seremos radicales y mucho más capaces de transformar nuestro mundo, nuestro universo y nuestras vidas».

### Nativos americanos

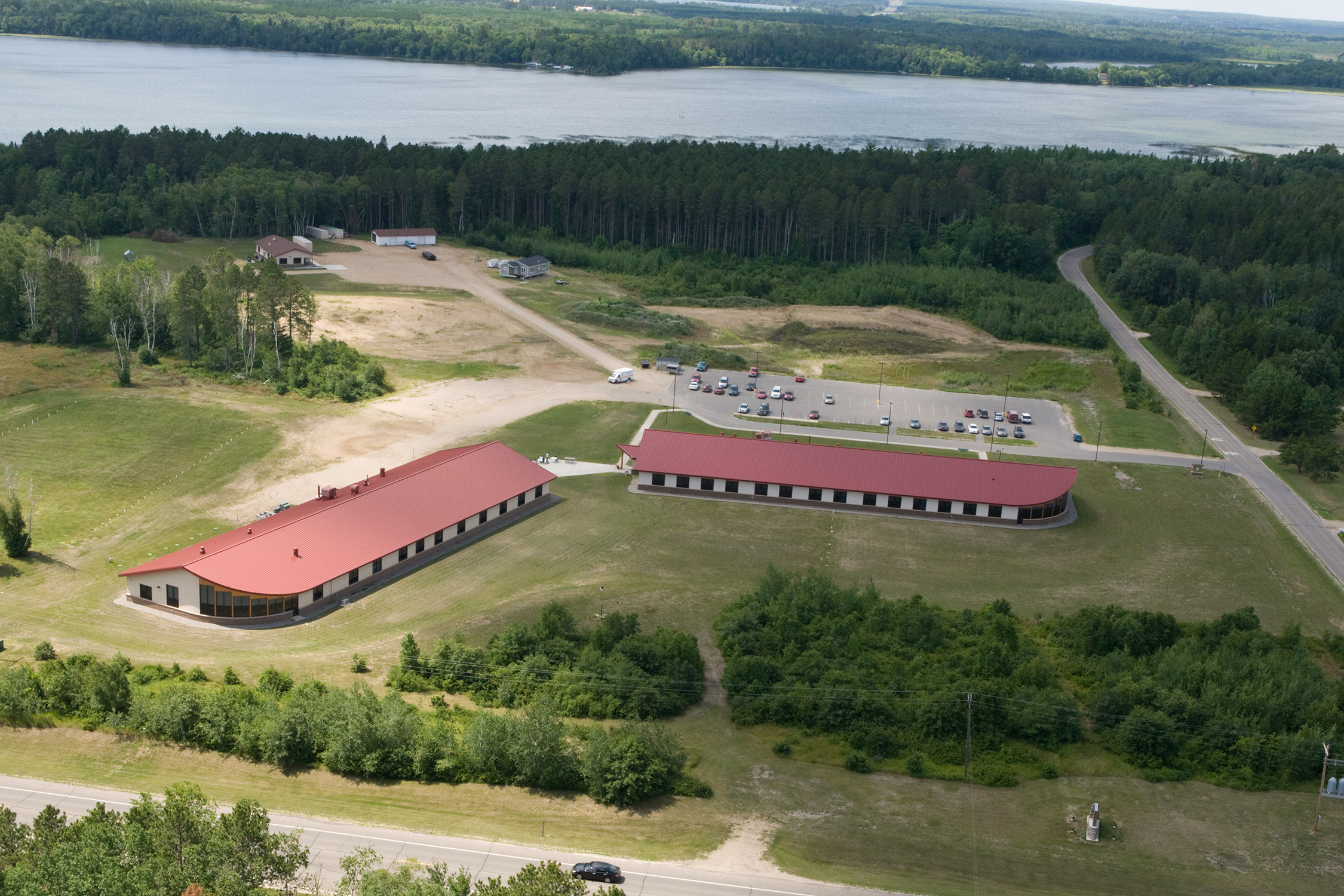
Escuela Tribal de Leech Lake.

Las internados para indios americanos, operativas en los Estados Unidos desde finales del siglo XIX hasta 1973, intentaron forzar la destribalización instruyendo a los niños indígenas a abandonar sus «lenguas y tradiciones tribales», lo que resultó en un trauma intergeneracional y en la desconexión de la comunidad; «la destribalización se lograba de muchas maneras, como cortándoles el cabello a los niños, dándoles ropa típicamente usada por personas blancas, prohibiéndoles hablar su lengua nativa, dándoles un nuevo nombre americano y, sobre todo, exigiéndoles hablar solo inglés».
Dado que «la relación entre padres e hijos a menudo se rompía debido a la larga separación» forzada a las familias indígenas, también se interrumpía la «transmisión del conocimiento cultural y tradicional». Sin embargo, aunque las escuelas de internado fueron indudablemente perjudiciales para los nativos americanos, sus esfuerzos por asimilar y borrar las identidades tribales a través de la «educación» forzada no se cumplieron, ya que «en lugar de reemplazar la identidad india de sus estudiantes con una americana como se planeó, las escuelas la reforzaron mientras creaban una identidad panindiajunto con otras identidades tribales». El surgimiento del panindianismo como efecto de las escuelas de internado fuera de la reserva unificó la resistencia de los nativos americanos al colonialismo y sirvió como una herramienta importante «para la futura unidad y cohesión entre los indios».
Desde entonces, los nativos americanos han resistido más destribalización mediante la institución de Colegios y universidades tribales y programas de educación vocacional que no adoptan «un enfoque asimilacionista o de destribalización», sino que funcionan para fomentar la «revitalización, como un proceso de retribalización que sirve a las comunidades indias y sus miembros». La retribalización puede funcionar como un medio para perpetuar «el desarrollo y la revitalización de las especificidades lingüísticas y culturales tribales a través de programas educativos». La educación en los colegios tribales ha significado que los nativos americanos puedan retribalizarse al aprender «sobre su cultura y recuperar su identidad tribal, que se había perdido, reprimido o dejado de lado», mientras también se reconectan con sus comunidades de origen.
Los nativos americanos urbanos han estado reidentificándose cada vez más con su(s) nación(es) de origen como una forma de empoderamiento y autocomprensión. La transferencia de una identificación «genérica» o panindia a su identificación tribal de origen encapsula este proceso; en este caso, la «identidad india» puede operar como un «antecedente necesario» para la «identidad tribal y la participación». Es común en «comunidades indias urbanas» seguir un camino ideológico de la anomia a la comunidad y de la comunidad a la tribu». En este sentido y en el contexto contemporáneo, «las personas indias que crecen en una ciudad, siempre conscientes y respetuosas de la afiliación tribal, pueden buscar primero una identidad india positiva, apoyada por la conexión con organizaciones y comunidades indias, y, desde esa base, avanzar hacia una conexión real con una tribu, a menudo seleccionando entre las varias que componen su herencia».

### Controversia sobre el «Fraude étnico»
En los Estados Unidos, principalmente los estadounidenses blancos de ascendencia europea han afirmado tener una ascendencia lejana, usualmente, cheroqui, a pesar de conexiones inexistentes, inciertas o «delgadas», a veces a través de grupos de patrimonio cheroqui, lo que ha sido motivo de controversia. Como señala la académica Kim TallBear, los grupos tribales o étnicos que a menudo son objetivo de los «cambiadores de raza» o «blancos que buscan identidad indígena americana» son aquellos que han reconocido «historias de extensa "mezcla", como lo llamarían los genetistas, con pueblos no nativos», lo que ha dejado a estos grupos vulnerables «porque "la cheroquinidad parece abierta a la blancura de maneras que la navajonidad [por ejemplo] no lo es. [...] La cheroquinidad es un destino ideal para el cambio de raza porque la tribu tiene una historia de adopción cultural, exogamia tribal y estándares relativamente abiertos de ciudadanía tribal"». El fenómeno de la »princesa cheroqui» ejemplifica un aspecto de esta forma de fraude étnico. El periodista lakota Tim Giago ha reflexionado humorísticamente sobre este asunto de la siguiente manera:
«Cielos santos! (Los indios) lo hemos escuchado tantas veces en nuestras vidas. Un hombre o una mujer blanca se acercan (esto suele suceder después de que he dado un discurso) y dicen: "Mi bisabuela era una princesa cheroqui." Nunca un príncipe cheroqui, sino siempre una princesa. Supongo que eso se debe a que ninguno de estos descendientes de la realeza desea admitir que sus bisabuelas tuvieron una aventura con un hombre cheroqui. Dios no quiera que una joven dama blanca alguna vez eche un ojo a un hombre indio».
Debido a las calificaciones impuestas por el gobierno federal para la inscripción tribal, en forma de Leyes de quantum sanguíneo, la ciudadanía tribal desde el siglo XX ha sido complicada por «nociones culturales dominantes de raza», que han «presionado o sido presionadas contra las propias ideas de los pueblos tribales sobre pertenencia y ciudadanía». Las pruebas de ADN o «pruebas de ascendencia genética» también se están convirtiendo en un problema para las tribus. En 2010, varias tribus informaron en una «conferencia nacional de inscripción tribal» que «habían recibido solicitudes de inscripción con resultados de pruebas de ascendencia genética compradas comercialmente incluidas», a pesar de que «las tribus reconocidas federalmente no aceptan los resultados de las pruebas de ascendencia genética como documentación apropiada para la inscripción y no aconsejan a los solicitantes que presenten dicha documentación».
Algunas personas han utilizado pruebas de ADN de esta manera para reclamar estatus de minoría en los Estados Unidos para su propio beneficio personal. Hay «evidencia anecdótica» de que algunos «solicitantes a universidades de la Ivy League y otras universidades de alto rango que desean una ventaja de acción afirmativa en los procesos de admisión competitivos han utilizado pruebas de ADN para respaldar sus decisiones personales de autoidentificarse como minorías raciales o étnicas». En 2019, «contratistas con ascendencia blanca obtuvieron $300 millones» por reclamar ser cheroquis a pesar de la inexistencia de evidencia que respaldara sus afirmaciones. «12 de los 14 dueños de negocios involucrados afirmaron ser miembros de uno de los tres grupos cheroquis autodenominados», la Nación Cheroqui del Norte, la Nación Cheroqui Occidental de Arkansas y Missouri, y la Nación Cheroqui del Norte del Territorio de la Vieja Luisiana, todos los cuales permanecen sin reconocimiento federal y abiertamente opuestos por la Nación Cheroqui y la Banda Oriental de Indios Cheroquis como fraudulentos.
Como resultado, «las comunidades tribales a veces sienten que están bajo asalto por personas con conexiones tenues o inexistentes con sus comunidades que, sin embargo, desean acceso a conocimientos culturales o a sitios culturales para la exploración de identidad personal y, a veces, para obtener beneficios económicos». Algunos han pedido «una inscripción tribal más "descolonizada" basada en criterios de competencia social y cultural (como hacer servicio comunitario en reservas o en tierras históricas; conocer la historia, cultura y política tribal; conocer el idioma tribal; hacer un juramento de lealtad a la nación tribal; y demostrar que uno es de "buen carácter según el código tradicional de moralidad de la tribu"), utilizado solo o en conjunto con reglas de sangre más liberales». Sin embargo, estas soluciones también han sido criticadas por algunos como «excesivamente idealistas»: «El temor es que las compuertas se abrirían de golpe con la posibilidad de conversión cultural».